# 江東区
江東区（こうとうく）は、東京都の区部東部に位置する特別区。

## 概要
1947年に旧深川区と旧城東区が合併して誕生した。区名は隅田川の東に位置することによる。隅田川と荒川にはさまれた江東デルタの南部を占め、南側は東京湾に面する。
現在の江東区の区域は、古くは海面と散在する小島があるだけであった。江戸時代に入ると埋め立てられて新田開発が進み、特に深川地区は明暦の大火（1657年）後に江戸幕府の開発によって武家屋敷や社寺が移されて発展した。中でも亀戸天神のある亀戸、富岡八幡宮と深川不動堂のある深川は賑わいを見せ、深川は木場が繁盛して江戸を代表する下町の一つとなった。城東地区も農地として栄え、江戸近郊の行楽地としても知られた。明治以後は、広い土地と水運を活用していち早く工業化し、大・中工場や住宅、商店街が混在するようになった。深川地区は関東大震災および東京大空襲などを経て区画整理がされている。
青海・有明地区は東京臨海副都心（お台場）として開発され発展が著しく、港区台場地区と連続したウォーターフロントの近代的計画都市となっている。この臨海エリアには2020年東京オリンピック・パラリンピック競技大会の会場も集中している。東京ビッグサイトを筆頭に有明コロシアム、有明アリーナ、有明ガーデンシアターなどの大型イベント施設も多く、年間を通じて多くの来場者があり、ホテルなどの宿泊施設や商業施設も充実してきている。
同じく臨海部に位置している豊洲地区はタワーマンションやオフィスビルが林立する超高層ビル街であり、IHIやNTTデータなどの大企業が本社を構えるオフィス街でもある。2018年には中央区築地から東京都中央卸売市場（豊洲市場）が移転した（「築地市場移転問題」も参照）。
豊洲地区や夢の島地区には子供向け施設が充実し、近年は都心からの近さゆえ都心回帰の影響で大型タワーマンション建設が相次いだ。そのためファミリー層を中心に急激に人口が増加しているが、区による少子化に伴った小学校の統廃合が行われた後の人口増加のため、統廃合が行われた小学校では生徒の受け入れが困難な状況である。同様に、保育園も不足する事態に陥り、待機児童が増加している。

## 人口
- 世帯数:28万1464世帯
- 人口総数:53万932人
- 住民基本台帳:53万932人
  - 男:26万1130人
  - 女:26万9082人
- 外国人登録数:3万1822人
  - 男:1万5371人
  - 女:1万6451人

※2022年（令和4年）8月1日現在
| |                                        |  |
| 江東区と全国の年齢別人口分布（2005年） | 江東区の年齢・男女別人口分布（2005年） |  |
| ■紫色 ― 江東区 ■緑色 ― 日本全国 | ■青色 ― 男性 ■赤色 ― 女性              |  |
| 江東区（に相当する地域）の人口の推移 \| 1970年（昭和45年） \| 355,873人 \| \| \| 1975年（昭和50年） \| 355,382人 \| \| \| 1980年（昭和55年） \| 362,270人 \| \| \| 1985年（昭和60年） \| 388,927人 \| \| \| 1990年（平成2年） \| 385,159人 \| \| \| 1995年（平成7年） \| 365,604人 \| \| \| 2000年（平成12年） \| 376,840人 \| \| \| 2005年（平成17年） \| 420,845人 \| \| \| 2010年（平成22年） \| 460,819人 \| \| \| 2015年（平成27年） \| 498,109人 \| \| \| 2020年（令和2年） \| 524,310人 \| \| |                                        |  |
| 総務省統計局 国勢調査より |                                        |  |
| 1970年（昭和45年） | 355,873人                              |  |
| 1975年（昭和50年） | 355,382人                              |  |
| 1980年（昭和55年） | 362,270人                              |  |
| 1985年（昭和60年） | 388,927人                              |  |
| 1990年（平成2年） | 385,159人                              |  |
| 1995年（平成7年） | 365,604人                              |  |
| 2000年（平成12年） | 376,840人                              |  |
| 2005年（平成17年） | 420,845人                              |  |
| 2010年（平成22年） | 460,819人                              |  |
| 2015年（平成27年） | 498,109人                              |  |
| 2020年（令和2年） | 524,310人                              |  |

2020年10月に実施された国勢調査によれば、江東区の夜間人口（居住者）は520,430人であるが、区外からの通勤者と通学生および居住者のうちの区内に昼間残留する人口の合計である昼間人口は633,813人で昼は夜の1.209倍の人口になる。

## 地理

### 地勢
中央区、港区、江戸川区、墨田区、品川区、大田区に接しており、南は東京湾に面している。また、東京都の東部低地帯に属している。大正時代から1970年代にかけて工業用地下水の汲み上げや天然ガス採取のために地盤沈下し、もっとも沈下したところである南砂2丁目では4.5m沈下した。地下水の汲み上げ規制や天然ガス採取の停止を実施し、1970年ごろには地盤沈下は止まった。しかし、2000年代になっても区の大部分がゼロメートル地帯、または海面より低い海抜マイナス地帯となっている。運河と橋が多く、区では「水彩都市」と呼んでいる。道路と水路が連なって作られており、住宅地のそばを船が行き交うことも多い。区内には、東京都から「副都心」に指定されている「錦糸町・亀戸副都心」と「臨海副都心」とがある。
臨海副都心は品川区・港区にも跨っているが、実際には江東区が大部分を占めている。また、バブル期以降に急速に開発が進められた新興開発地域でもあり、街の景観は近代的である。錦糸町・亀戸副都心のほうは昔からあった大繁華街で、古くから下町として栄えた。1990年代後半から、東京の新スポットとしても急速に開けており、下町情緒と近代的な再開発地域の同居する街並みへと変貌した。臨海副都心部には埋立地が多く、ゴミ埋立て「東京ゴミ戦争」で有名な夢の島や青海、有明などは観光地区としても賑わっている。また、臨海部にある湾岸地域は港区、江戸川区と海岸線を連ねてつながっており、台場や東京ディズニーリゾートへの交通の便が良い。なお、東日本大震災の際に、一部液状化した地区もあり、団地が浮き上がったり、道路など地面が沈み込んだ場所もあった。
外周には荒川（荒川放水路）と隅田川が、江東内部河川として旧中川、小名木川、横十間川、北十間川、大横川、仙台堀川、平久川、竪川、大島川西支川（運河）、大横川南支川（運河）、越中島川が流れている。
面積は43.01km2である。

### 自然環境
区の臨海方面にあるかつてのゴミ埋立地である夢の島一帯は、夢の島公園などの大規模な公園が作られ、市街開発にあたって並木や草木が大量に植えられたため、東京23区内とは思えないほどの緑の多い地域となっている。豊洲や臨海副都心方面にも大型公園が整備されており、ゆとりのある街並みが形成されている。また、大島や木場でも工場跡地が再開発され、公園や緑地が造られた。区内には海抜ゼロメートル地帯があるため、避難場所として使えるよう盛り土された公園が多い。一方、亀戸や深川、南砂などの古くからの住宅街には小規模な児童公園が点在しており、運河を埋めて造成された緑道がある。

## 歴史
区名の由来
区名は、隅田川の東に位置するという地理的な意味から、「辰巳区」、「東区」、「永代区」などの候補の中から選ばれた。
1947年（昭和22年）2月21日に城東区会で、2月25日に深川区会で議決された。「江東」の区名は、隅田川の東に位置するという地理的な意味に加え、「江」は深川、「東」は城東の意味も含んでいる。
しかし、江東の地名はこの時初めて使われたものではない。すでに古くは江戸時代から使用されており、当時の江東という地域は、本所地区または深川地区を指す意味と、広く隅田川の東部を指す意味があった。
区の沿革
- 1878年（明治11年）11月2日 - 郡区町村編制法が施行。東京府内が15区6郡に区画分けされ、深川区と南葛飾郡が発足。
- 1889年（明治22年）5月1日 - 市制・町村制施行により、次の市区町村が発足。
  - 東京市が発足。深川区は以後、東京市に属する。
  - 南葛飾郡の中に、亀戸村・大島村・砂村などが（町村制に基づく村として）発足。
- 1894年（明治27年）12月1日 - 総武本線が両国まで開業し、それに伴い亀戸駅が開業。
- 1900年（明治33年）7月19日 - 亀戸村・大島村が町制施行。
- 1904年（明治37年）4月5日 - 東武鉄道の亀戸駅が開業（後の東武亀戸線）。
- 1921年（大正10年）7月1日 - 砂村が町制施行。
- 1928年（昭和3年）4月15日 - 東武亀戸線の亀戸水神駅が開業。
- 1932年（昭和7年）10月1日 - 亀戸町・大島町・砂町が東京市に編入、3町の区域をもって城東区が発足。
- 1943年（昭和18年）7月1日 - 東京都制施行により、東京府と東京市は廃止。東京都深川区、東京都城東区となる。
- 1945年（昭和20年）3月10日 - 東京大空襲により、深川区内と城東区内のほぼ全域が焦土と化した。
- 1947年（昭和22年）3月15日 - 深川区と城東区が合併して江東区が誕生。
- 1947年（昭和22年）5月3日 - 地方自治法が施行され、江東区は特別区となる。
- 1965年（昭和40年）5月14日 - 工業用水道南砂町浄水場通水。
- 1967年（昭和42年）9月14日 - 東西線が東陽町駅まで開業し、それに伴い門前仲町駅・木場駅・東陽町駅が開業。
- 1969年（昭和44年）3月29日 - 東西線の南砂町駅が開業。
- 1972年（昭和47年）11月12日 - 区内のすべての都電路線が廃止される。
- 1978年（昭和53年）12月21日 - 新宿線が開業、森下駅・住吉駅・西大島駅・大島駅・東大島駅が開業。
- 1980年（昭和55年）3月31日 - 工業用水道南砂町浄水場廃止。
- 1982年（昭和57年） - 亀戸（と墨田区の錦糸町）が副都心に指定される。
- 1988年（昭和63年）6月8日 - 有楽町線が新木場駅まで開業し、それに伴い豊洲駅・辰巳駅・新木場駅が開業。
- 1988年（昭和63年）12月1日 - 京葉線が新木場駅まで開業。
- 1990年（平成2年）3月10日 - 京葉線が東京駅まで延伸し、それに伴い潮見駅・越中島駅が開業。
- 1993年（平成5年） - レインボーブリッジ開通。
- 1995年（平成7年） - 臨海地区が副都心に追加される。
- 1995年（平成7年）11月1日 - ゆりかもめ東京臨海新交通臨海線（ゆりかもめ）が開業、船の科学館駅（現：東京国際クルーズターミナル駅） - 有明駅が開業。
- 1996年（平成8年）3月30日 - 東京臨海高速鉄道りんかい線が開業、東雲駅・国際展示場駅・東京テレポート駅が開業。
- 1996年（平成8年）4月 - 東京国際展示場（東京ビッグサイト）が開業。
- 2000年（平成12年）12月12日 - 大江戸線の森下駅・清澄白河駅・門前仲町駅が開業。
- 2003年（平成15年）3月19日 - 半蔵門線の住吉駅・清澄白河駅が開業。
- 2005年（平成17年）7月17日 - 深川シャトルが運行開始。
- 2005年（平成17年）11月1日 - 江東区コミュニティバスしおかぜが運行開始。
- 2006年（平成18年）3月27日 - ゆりかもめの有明 - 豊洲間が延伸開業。
- 2009年（平成21年）2月11日 - 首都高速10号晴海線の豊洲出入口 - 東雲JCT間が開通。
- 2010年（平成22年） - 東京湾臨海道路が全線開通。
- 2012年（平成24年） - 東京ゲートブリッジ開通。
- 2018年（平成30年）3月10日 - 首都高速10号晴海線の晴海出入口 - 豊洲出入口間が開通。
- 2020年（令和2年）4月1日 - 区域に編入された中央防波堤内側埋立地に海の森の町名を新設（6月25日付で住居表示を実施）。
- 2020年（令和2年）6月20日 - 東京港臨港道路南北線および接続道路が開通（海の森トンネルや海の森大橋を含む区間）。
- 2022年（令和4年）8月20日 - 有明アリーナが開業。
- 2023年（令和5年）4月1日 - 東京BRTが豊洲地区・有明テニスの森・国際展示場駅・東京テレポート駅に延伸開業（プレ2次運行）。

## 町名
江東区では、中央防波堤外側埋立地を除く全域で住居表示に関する法律に基づく住居表示が実施されている。
江東区は深川地区・城東地区の45個の町からなる。現在でも海岸隣接地域の埋立により、区の面積が増え続けている。

### 江東区役所本庁管内
| 町名         | 町区域新設年月日 | 住居表示実施年月日 | 住居表示実施前の町名など                                                                                           | 備考                                              |
| ------------ | ---------------- | ------------------ | --- | ------------------------------------------------- |
| 枝川一丁目   | 1968年4月1日     | 1968年4月1日       | 深川枝川町1・2（全）                                                                                               |                                                   |
| 枝川二丁目   | 1968年4月1日     | 1968年4月1日       | 深川枝川町1・2（全）                                                                                               |                                                   |
| 枝川三丁目   | 1968年4月1日     | 1968年4月1日       | 深川枝川町1・2（全）                                                                                               |                                                   |
| 木場一丁目   | 1967年7月1日     | 1967年7月1日       | 深川木場1〜4（全）、深川平久町1・2                                                                                 |                                                   |
| 木場二丁目   | 1967年7月1日     | 1967年7月1日       | 深川木場1〜4（全）、深川平久町1・2                                                                                 |                                                   |
| 木場三丁目   | 1967年7月1日     | 1967年7月1日       | 深川木場1〜4（全）、深川平久町1・2                                                                                 |                                                   |
| 木場四丁目   | 1967年7月1日     | 1967年7月1日       | 深川木場1〜4（全）、深川平久町1・2                                                                                 |                                                   |
| 木場五丁目   | 1967年7月1日     | 1967年7月1日       | 深川木場1〜4（全）、深川平久町1・2                                                                                 |                                                   |
| 木場六丁目   | 1967年7月1日     | 1967年7月1日       | 深川木場1〜4（全）、深川平久町1・2                                                                                 |                                                   |
| 塩浜一丁目   | 1968年4月1日     | 1968年4月1日       | 深川浜園町（全）、深川塩崎町（全）                                                                                 |                                                   |
| 塩浜二丁目   | 1968年4月1日     | 1968年4月1日       | 深川浜園町（全）、深川塩崎町（全）                                                                                 |                                                   |
| 潮見一丁目   | 1988年1月1日     | 1988年1月1日       | 潮見1・2（全） | 町名成立は1968年1月30日（当時は住居表示未実施）。 |
| 潮見二丁目   | 1988年1月1日     | 1988年1月1日       | 潮見1・2（全） | 町名成立は1968年1月30日（当時は住居表示未実施）。 |
| 東陽一丁目   | 1967年7月1日     | 1967年7月1日       | 深川洲崎弁天町1・2、深川東陽町1・2、深川平井町1・2、深川豊住町1〜3（以上全）、深川加崎町、深川東陽町3、深川平井町3 |                                                   |
| 東陽二丁目   | 1967年7月1日     | 1967年7月1日       | 深川洲崎弁天町1・2、深川東陽町1・2、深川平井町1・2、深川豊住町1〜3（以上全）、深川加崎町、深川東陽町3、深川平井町3 |                                                   |
| 東陽三丁目   | 1967年7月1日     | 1967年7月1日       | 深川洲崎弁天町1・2、深川東陽町1・2、深川平井町1・2、深川豊住町1〜3（以上全）、深川加崎町、深川東陽町3、深川平井町3 |                                                   |
| 東陽四丁目   | 1967年7月1日     | 1967年7月1日       | 深川洲崎弁天町1・2、深川東陽町1・2、深川平井町1・2、深川豊住町1〜3（以上全）、深川加崎町、深川東陽町3、深川平井町3 |                                                   |
| 東陽五丁目   | 1967年7月1日     | 1967年7月1日       | 深川洲崎弁天町1・2、深川東陽町1・2、深川平井町1・2、深川豊住町1〜3（以上全）、深川加崎町、深川東陽町3、深川平井町3 |                                                   |
| 東陽六丁目   | 1967年7月1日     | 1967年7月1日       | 深川洲崎弁天町1・2、深川東陽町1・2、深川平井町1・2、深川豊住町1〜3（以上全）、深川加崎町、深川東陽町3、深川平井町3 |                                                   |
| 東陽七丁目   | 1967年7月1日     | 1967年7月1日       | 深川洲崎弁天町1・2、深川東陽町1・2、深川平井町1・2、深川豊住町1〜3（以上全）、深川加崎町、深川東陽町3、深川平井町3 |                                                   |
| 海の森一丁目 | 2020年4月1日     | 2020年6月25日      | 中央防波堤内側埋立地                                                                                               |                                                   |
| 海の森二丁目 | 2020年4月1日     | 2020年6月25日      | 中央防波堤内側埋立地                                                                                               |                                                   |
| 海の森三丁目 | 2020年4月1日     | 2020年6月25日      | 中央防波堤内側埋立地                                                                                               |                                                   |

### 江東区役所豊洲特別出張所管内
| 町名         | 町区域新設年月日 | 住居表示実施年月日 | 住居表示実施前の町名など | 備考 |
| ------------ | ---------------- | ------------------ | ------------------------ | --- |
| 豊洲一丁目   | 1968年4月1日     | 1968年4月1日       | 深川豊洲1〜6（全）       | |
| 豊洲二丁目   | 1968年4月1日     | 1968年4月1日       | 深川豊洲1〜6（全）       | |
| 豊洲三丁目   | 1968年4月1日     | 1968年4月1日       | 深川豊洲1〜6（全）       | |
| 豊洲四丁目   | 1968年4月1日     | 1968年4月1日       | 深川豊洲1〜6（全）       | |
| 豊洲五丁目   | 1968年4月1日     | 1968年4月1日       | 深川豊洲1〜6（全）       | |
| 豊洲六丁目   | 1968年4月1日     | 1968年4月1日       | 深川豊洲1〜6（全）       | |
| 青海一丁目   | 2009年11月1日    | 2009年11月1日      | 青海1・2                 | 旧青海一・二丁目は1983年1月1日成立（当時は住居表示未実施）。住居表示実施時に旧二丁目を新二・三・四丁目とする。 |
| 青海二丁目   | 2009年11月1日    | 2009年11月1日      | 青海1・2                 | 旧青海一・二丁目は1983年1月1日成立（当時は住居表示未実施）。住居表示実施時に旧二丁目を新二・三・四丁目とする。 |
| 青海三丁目   | 2009年11月1日    | 2009年11月1日      | 青海1・2                 | 旧青海一・二丁目は1983年1月1日成立（当時は住居表示未実施）。住居表示実施時に旧二丁目を新二・三・四丁目とする。 |
| 青海四丁目   | 2009年11月1日    | 2009年11月1日      | 青海1・2                 | 旧青海一・二丁目は1983年1月1日成立（当時は住居表示未実施）。住居表示実施時に旧二丁目を新二・三・四丁目とする。 |
| 有明一丁目   | 1968年4月1日     | 1968年4月1日       | 深川有明町1〜5（全）     | 三・四丁目の成立は1979年4月1日（当時は住居表示未実施）。                                                       |
| 有明二丁目   | 1968年4月1日     | 1968年4月1日       | 深川有明町1〜5（全）     | 三・四丁目の成立は1979年4月1日（当時は住居表示未実施）。                                                       |
| 有明三丁目   | 2009年11月1日    | 2009年11月1日      | 深川有明町1〜5（全）     | 三・四丁目の成立は1979年4月1日（当時は住居表示未実施）。                                                       |
| 有明四丁目   | 2009年11月1日    | 2009年11月1日      | 深川有明町1〜5（全）     | 三・四丁目の成立は1979年4月1日（当時は住居表示未実施）。                                                       |
| 東雲一丁目   | 1968年4月1日     | 1968年4月1日       | 深川東雲1〜3（全）       | |
| 東雲二丁目   | 1968年4月1日     | 1968年4月1日       | 深川東雲1〜3（全）       | |
| 新木場一丁目 | 1978年2月1日     | 1978年2月1日       | 新木場1〜4（全）         | 町名成立は一〜三丁目が1972年11月1日、四丁目が1979年4月1日（当時は住居表示未実施）。                            |
| 新木場二丁目 | 1978年2月1日     | 1978年2月1日       | 新木場1〜4（全）         | 町名成立は一〜三丁目が1972年11月1日、四丁目が1979年4月1日（当時は住居表示未実施）。                            |
| 新木場三丁目 | 1978年2月1日     | 1978年2月1日       | 新木場1〜4（全）         | 町名成立は一〜三丁目が1972年11月1日、四丁目が1979年4月1日（当時は住居表示未実施）。                            |
| 新木場四丁目 | 2009年11月1日    | 2009年11月1日      | 新木場1〜4（全）         | 町名成立は一〜三丁目が1972年11月1日、四丁目が1979年4月1日（当時は住居表示未実施）。                            |
| 辰巳一丁目   | 1968年4月1日     | 1968年4月1日       | 辰巳1・2（全）           | 町名成立は一丁目が1966年、二丁目が1967年、三丁目が1976年（当時は住居表示未実施）。                             |
| 辰巳二丁目   | 1968年4月1日     | 1968年4月1日       | 辰巳1・2（全）           | 町名成立は一丁目が1966年、二丁目が1967年、三丁目が1976年（当時は住居表示未実施）。                             |
| 辰巳三丁目   | 2009年11月1日    | 2009年11月1日      | 辰巳1・2（全）           | 町名成立は一丁目が1966年、二丁目が1967年、三丁目が1976年（当時は住居表示未実施）。                             |
| 夢の島一丁目 | 2009年11月1日    | 2009年11月1日      | 夢の島                   | 町名成立は1975年3月1日（当時は住居表示未実施、丁目の設定なし）                                                 |
| 夢の島二丁目 | 2009年11月1日    | 2009年11月1日      | 夢の島                   | 町名成立は1975年3月1日（当時は住居表示未実施、丁目の設定なし）                                                 |
| 夢の島三丁目 | 2009年11月1日    | 2009年11月1日      | 夢の島                   | 町名成立は1975年3月1日（当時は住居表示未実施、丁目の設定なし）                                                 |
| 若洲一丁目   | 2009年11月1日    | 2009年11月1日      | 若洲                     | 町名成立は1979年11月1日（当時は住居表示未実施、丁目の設定なし）                                                |
| 若洲二丁目   | 2009年11月1日    | 2009年11月1日      | 若洲                     | 町名成立は1979年11月1日（当時は住居表示未実施、丁目の設定なし）                                                |
| 若洲三丁目   | 2009年11月1日    | 2009年11月1日      | 若洲                     | 町名成立は1979年11月1日（当時は住居表示未実施、丁目の設定なし）                                                |

### 江東区役所白河出張所管内
| 町名         | 町区域新設年月日 | 住居表示実施年月日 | 住居表示実施前の町名など                         | 備考 |
| ------------ | ---------------- | ------------------ | ------------------------------------------------ | ---- |
| 白河一丁目   | 1970年4月1日     | 1970年4月1日       | 深川白河町1〜4（全）                             |      |
| 白河二丁目   | 1970年4月1日     | 1970年4月1日       | 深川白河町1〜4（全）                             |      |
| 白河三丁目   | 1970年4月1日     | 1970年4月1日       | 深川白河町1〜4（全）                             |      |
| 白河四丁目   | 1970年4月1日     | 1970年4月1日       | 深川白河町1〜4（全）                             |      |
| 新大橋一丁目 | 1971年4月1日     | 1971年4月1日       | 深川新大橋1〜3（全）、深川森下町1                |      |
| 新大橋二丁目 | 1971年4月1日     | 1971年4月1日       | 深川新大橋1〜3（全）、深川森下町1                |      |
| 新大橋三丁目 | 1971年4月1日     | 1971年4月1日       | 深川新大橋1〜3（全）、深川森下町1                |      |
| 森下一丁目   | 1971年4月1日     | 1971年4月1日       | 深川森下町2（全）、深川高橋2〜5（全）、深川高橋1 |      |
| 森下二丁目   | 1971年4月1日     | 1971年4月1日       | 深川森下町2（全）、深川高橋2〜5（全）、深川高橋1 |      |
| 森下三丁目   | 1971年4月1日     | 1971年4月1日       | 深川森下町2（全）、深川高橋2〜5（全）、深川高橋1 |      |
| 森下四丁目   | 1971年4月1日     | 1971年4月1日       | 深川森下町2（全）、深川高橋2〜5（全）、深川高橋1 |      |
| 森下五丁目   | 1971年4月1日     | 1971年4月1日       | 深川森下町2（全）、深川高橋2〜5（全）、深川高橋1 |      |
| 清澄一丁目   | 1970年4月1日     | 1970年4月1日       | 深川清澄町1〜3（全）                             |      |
| 清澄二丁目   | 1970年4月1日     | 1970年4月1日       | 深川清澄町1〜3（全）                             |      |
| 清澄三丁目   | 1970年4月1日     | 1970年4月1日       | 深川清澄町1〜3（全）                             |      |
| 高橋         | 1971年4月1日     | 1971年4月1日       | 深川高橋1                                        |      |
| 常盤一丁目   | 1971年4月1日     | 1971年4月1日       | 深川常盤町1・2（全）                             |      |
| 常盤二丁目   | 1971年4月1日     | 1971年4月1日       | 深川常盤町1・2（全）                             |      |
| 三好一丁目   | 1970年4月1日     | 1970年4月1日       | 深川三好町1・3・4（全）、深川三好町2             |      |
| 三好二丁目   | 1970年4月1日     | 1970年4月1日       | 深川三好町1・3・4（全）、深川三好町2             |      |
| 三好三丁目   | 1970年4月1日     | 1970年4月1日       | 深川三好町1・3・4（全）、深川三好町2             |      |
| 三好四丁目   | 1970年4月1日     | 1970年4月1日       | 深川三好町1・3・4（全）、深川三好町2             |      |
| 平野一丁目   | 1970年4月1日     | 1970年4月1日       | 深川平野町1〜4（全）、深川三好町2                |      |
| 平野二丁目   | 1970年4月1日     | 1970年4月1日       | 深川平野町1〜4（全）、深川三好町2                |      |
| 平野三丁目   | 1970年4月1日     | 1970年4月1日       | 深川平野町1〜4（全）、深川三好町2                |      |
| 平野四丁目   | 1970年4月1日     | 1970年4月1日       | 深川平野町1〜4（全）、深川三好町2                |      |

### 江東区役所富岡出張所管内
| 町名           | 町区域新設年月日 | 住居表示実施年月日 | 住居表示実施前の町名など          | 備考 |
| -------------- | ---------------- | ------------------ | --------------------------------- | ---- |
| 富岡一丁目     | 1969年4月1日     | 1969年4月1日       | 深川富岡町1・2（全）              |      |
| 富岡二丁目     | 1969年4月1日     | 1969年4月1日       | 深川富岡町1・2（全）              |      |
| 深川一丁目     | 1969年4月1日     | 1969年4月1日       | 深川1・2（全）                    |      |
| 深川二丁目     | 1969年4月1日     | 1969年4月1日       | 深川1・2（全）                    |      |
| 門前仲町一丁目 | 1969年4月1日     | 1969年4月1日       | 深川門前仲町1・2（全）            |      |
| 門前仲町二丁目 | 1969年4月1日     | 1969年4月1日       | 深川門前仲町1・2（全）            |      |
| 冬木           | 1969年4月1日     | 1969年4月1日       | 深川冬木町（全）                  |      |
| 永代一丁目     | 1969年4月1日     | 1969年4月1日       | 深川永代1・2（全）                |      |
| 永代二丁目     | 1969年4月1日     | 1969年4月1日       | 深川永代1・2（全）                |      |
| 佐賀一丁目     | 1969年4月1日     | 1969年4月1日       | 深川佐賀町1・2（全）              |      |
| 佐賀二丁目     | 1969年4月1日     | 1969年4月1日       | 深川佐賀町1・2（全）              |      |
| 越中島一丁目   | 1969年4月1日     | 1969年4月1日       | 深川越中島町（全）、深川牡丹町1   |      |
| 越中島二丁目   | 1969年4月1日     | 1969年4月1日       | 深川越中島町（全）、深川牡丹町1   |      |
| 越中島三丁目   | 1969年4月1日     | 1969年4月1日       | 深川越中島町（全）、深川牡丹町1   |      |
| 牡丹一丁目     | 1969年4月1日     | 1969年4月1日       | 深川牡丹町2〜4（全）、深川牡丹町1 |      |
| 牡丹二丁目     | 1969年4月1日     | 1969年4月1日       | 深川牡丹町2〜4（全）、深川牡丹町1 |      |
| 牡丹三丁目     | 1969年4月1日     | 1969年4月1日       | 深川牡丹町2〜4（全）、深川牡丹町1 |      |
| 福住一丁目     | 1969年4月1日     | 1969年4月1日       | 深川福住町1・2（全）              |      |
| 福住二丁目     | 1969年4月1日     | 1969年4月1日       | 深川福住町1・2（全）              |      |
| 古石場一丁目   | 1969年4月1日     | 1969年4月1日       | 深川古石場1〜4（全）、深川牡丹町1 |      |
| 古石場二丁目   | 1969年4月1日     | 1969年4月1日       | 深川古石場1〜4（全）、深川牡丹町1 |      |
| 古石場三丁目   | 1969年4月1日     | 1969年4月1日       | 深川古石場1〜4（全）、深川牡丹町1 |      |

### 江東区役所小松橋出張所管内
| 町名       | 町区域新設年月日 | 住居表示実施年月日 | 住居表示実施前の町名など         | 備考 |
| ---------- | ---------------- | ------------------ | -------------------------------- | ---- |
| 毛利一丁目 | 1968年12月1日    | 1968年12月1日      | 深川毛利町（全）                 |      |
| 毛利二丁目 | 1968年12月1日    | 1968年12月1日      | 深川毛利町（全）                 |      |
| 住吉一丁目 | 1968年12月1日    | 1968年12月1日      | 深川住吉町1・2（全）             |      |
| 住吉二丁目 | 1968年12月1日    | 1968年12月1日      | 深川住吉町1・2（全）             |      |
| 猿江一丁目 | 1968年12月1日    | 1968年12月1日      | 深川猿江町1・2（全）             |      |
| 猿江二丁目 | 1968年12月1日    | 1968年12月1日      | 深川猿江町1・2（全）             |      |
| 扇橋一丁目 | 1968年12月1日    | 1968年12月1日      | 深川扇橋1〜3（全）               |      |
| 扇橋二丁目 | 1968年12月1日    | 1968年12月1日      | 深川扇橋1〜3（全）               |      |
| 扇橋三丁目 | 1968年12月1日    | 1968年12月1日      | 深川扇橋1〜3（全）               |      |
| 石島       | 1968年12月1日    | 1968年12月1日      | 深川石島町                       |      |
| 海辺       | 1968年12月1日    | 1968年12月1日      | 深川海辺町（全）                 |      |
| 千石一丁目 | 1968年12月1日    | 1968年12月1日      | 深川千石町1〜3（全）、深川石島町 |      |
| 千石二丁目 | 1968年12月1日    | 1968年12月1日      | 深川千石町1〜3（全）、深川石島町 |      |
| 千石三丁目 | 1968年12月1日    | 1968年12月1日      | 深川千石町1〜3（全）、深川石島町 |      |
| 千田       | 1968年12月1日    | 1968年12月1日      | 深川千田町                       |      |

### 江東区役所亀戸出張所管内
| 町名       | 町区域新設年月日 | 住居表示実施年月日 | 住居表示実施前の町名など | 備考 |
| ---------- | ---------------- | ------------------ | ------------------------ | ---- |
| 亀戸一丁目 | 1968年8月1日     | 1968年8月1日       | 亀戸町1〜9（全）         |      |
| 亀戸二丁目 | 1968年8月1日     | 1968年8月1日       | 亀戸町1〜9（全）         |      |
| 亀戸三丁目 | 1968年8月1日     | 1968年8月1日       | 亀戸町1〜9（全）         |      |
| 亀戸四丁目 | 1968年8月1日     | 1968年8月1日       | 亀戸町1〜9（全）         |      |
| 亀戸五丁目 | 1968年8月1日     | 1968年8月1日       | 亀戸町1〜9（全）         |      |
| 亀戸六丁目 | 1968年8月1日     | 1968年8月1日       | 亀戸町1〜9（全）         |      |
| 亀戸七丁目 | 1968年8月1日     | 1968年8月1日       | 亀戸町1〜9（全）         |      |
| 亀戸八丁目 | 1968年8月1日     | 1968年8月1日       | 亀戸町1〜9（全）         |      |
| 亀戸九丁目 | 1968年12月1日    | 1968年12月1日      | 亀戸町1〜9（全）         |      |

### 江東区役所大島出張所管内
| 町名       | 町区域新設年月日 | 住居表示実施年月日 | 住居表示実施前の町名など | 備考 |
| ---------- | ---------------- | ------------------ | ------------------------ | ---- |
| 大島一丁目 | 1965年1月1日     | 1965年1月1日       | 大島町1〜8（全）         |      |
| 大島二丁目 | 1965年1月1日     | 1965年1月1日       | 大島町1〜8（全）         |      |
| 大島三丁目 | 1965年1月1日     | 1965年1月1日       | 大島町1〜8（全）         |      |
| 大島四丁目 | 1965年1月1日     | 1965年1月1日       | 大島町1〜8（全）         |      |
| 大島五丁目 | 1965年1月1日     | 1965年1月1日       | 大島町1〜8（全）         |      |
| 大島六丁目 | 1965年1月1日     | 1965年1月1日       | 大島町1〜8（全）         |      |
| 大島七丁目 | 1965年1月1日     | 1965年1月1日       | 大島町1〜8（全）         |      |
| 大島八丁目 | 1965年1月1日     | 1965年1月1日       | 大島町1〜8（全）         |      |
| 大島九丁目 | 1965年1月1日     | 1965年1月1日       | 大島町1〜8（全）         |      |

### 江東区役所砂町出張所管内
| 町名       | 町区域新設年月日 | 住居表示実施年月日 | 住居表示実施前の町名など                  | 備考 |
| ---------- | ---------------- | ------------------ | ----------------------------------------- | ---- |
| 北砂一丁目 | 1966年1月1日     | 1966年1月1日       | 北砂町1〜4（全）、北砂町5〜7              |      |
| 北砂二丁目 | 1966年1月1日     | 1966年1月1日       | 北砂町1〜4（全）、北砂町5〜7              |      |
| 北砂三丁目 | 1966年1月1日     | 1966年1月1日       | 北砂町1〜4（全）、北砂町5〜7              |      |
| 北砂四丁目 | 1966年1月1日     | 1966年1月1日       | 北砂町1〜4（全）、北砂町5〜7              |      |
| 北砂五丁目 | 1966年1月1日     | 1966年1月1日       | 北砂町1〜4（全）、北砂町5〜7              |      |
| 北砂六丁目 | 1966年1月1日     | 1966年1月1日       | 北砂町1〜4（全）、北砂町5〜7              |      |
| 北砂七丁目 | 1966年1月1日     | 1966年1月1日       | 北砂町1〜4（全）、北砂町5〜7              |      |
| 東砂一丁目 | 1966年1月1日     | 1966年1月1日       | 北砂町8〜10（全）、北砂町5〜7、南砂町6〜9 |      |
| 東砂二丁目 | 1966年1月1日     | 1966年1月1日       | 北砂町8〜10（全）、北砂町5〜7、南砂町6〜9 |      |
| 東砂三丁目 | 1966年1月1日     | 1966年1月1日       | 北砂町8〜10（全）、北砂町5〜7、南砂町6〜9 |      |
| 東砂四丁目 | 1966年1月1日     | 1966年1月1日       | 北砂町8〜10（全）、北砂町5〜7、南砂町6〜9 |      |
| 東砂五丁目 | 1967年7月1日     | 1967年7月1日       | 北砂町8〜10（全）、北砂町5〜7、南砂町6〜9 |      |
| 東砂六丁目 | 1967年7月1日     | 1967年7月1日       | 北砂町8〜10（全）、北砂町5〜7、南砂町6〜9 |      |
| 東砂七丁目 | 1967年7月1日     | 1967年7月1日       | 北砂町8〜10（全）、北砂町5〜7、南砂町6〜9 |      |
| 東砂八丁目 | 1967年7月1日     | 1967年7月1日       | 北砂町8〜10（全）、北砂町5〜7、南砂町6〜9 |      |

### 江東区役所南砂出張所管内
| 町名       | 町区域新設年月日 | 住居表示実施年月日 | 住居表示実施前の町名など                                     | 備考                                         |
| ---------- | ---------------- | ------------------ | ------------------------------------------------------------ | -------------------------------------------- |
| 南砂一丁目 | 1967年7月1日     | 1967年7月1日       | 南砂町1・2・3・5（全）、南砂町4・6、深川平井町3、深川東陽町3 |                                              |
| 南砂二丁目 | 1967年7月1日     | 1967年7月1日       | 南砂町1・2・3・5（全）、南砂町4・6、深川平井町3、深川東陽町3 | 1番1号から5号まで、5番、6号及び7号は本庁管内 |
| 南砂三丁目 | 1967年7月1日     | 1967年7月1日       | 南砂町1・2・3・5（全）、南砂町4・6、深川平井町3、深川東陽町3 |                                              |
| 南砂四丁目 | 1967年7月1日     | 1967年7月1日       | 南砂町1・2・3・5（全）、南砂町4・6、深川平井町3、深川東陽町3 |                                              |
| 南砂五丁目 | 1967年7月1日     | 1967年7月1日       | 南砂町1・2・3・5（全）、南砂町4・6、深川平井町3、深川東陽町3 |                                              |
| 南砂六丁目 | 1967年7月1日     | 1967年7月1日       | 南砂町1・2・3・5（全）、南砂町4・6、深川平井町3、深川東陽町3 |                                              |
| 南砂七丁目 | 1967年7月1日     | 1967年7月1日       | 南砂町1・2・3・5（全）、南砂町4・6、深川平井町3、深川東陽町3 |                                              |
| 新砂一丁目 | 1967年7月1日     | 1967年7月1日       | 南砂町4・9、深川加崎町                                       | 1番は本庁管内                                |
| 新砂二丁目 | 1967年7月1日     | 1967年7月1日       | 南砂町4・9、深川加崎町                                       |                                              |
| 新砂三丁目 | 1967年7月1日     | 1967年7月1日       | 南砂町4・9、深川加崎町                                       |                                              |

## 地域

### 祭事・催事
深川祭
富岡八幡宮の例祭で、8月15日を中心に行われ、三年に一度だけ本祭りが行われる。本祭りは永代通りを起点とし、大門通り、清澄通り、清洲橋、箱崎町、永代橋、永代通りを経て八幡宮を終点とする、江東区と中央区にまたがる約8㎞のコースを、午後の出発地点である永代橋前からは囃子・木遣・手古舞・宮司など先頭に、54基もの神輿が9時間にわたって練り歩く。別名「水掛祭り」とも称され、沿道からバケツやホース、あるいは消防の放水を浴びせられる。掛け声は昔ながらの伝統の「ワッショイ」に統一され、「コリャサ」「ドッコイ」「ホイサ」などの合いの手も入るが、他の祭りで主流となっている「ソイヤ」「セイヤ」などの掛け声は一切禁止されている。前回の本祭りは2023年（令和5年）であった。次回は2026年である。
鷽替神事
毎年1月24日・25日に亀戸天神社で行われる。前年の鷽（ウソ）を新しいものに取り替えることで、福を呼び込むものとされている。毎年朝早くから長い行列ができる。縁起物である木彫りの鷽が授与される。「去年の悪（あ）しきはうそ（鷽）となり、まことの吉にとり（鳥）替えん」との言い伝えによる。木彫りの鷽は、高さ5〜22cmくらい、白木の円柱に上部3分の1位が荒削りされて頭部と腹部となり、背後は削り掛けの手法で尾羽が切り込まれる。彩色は頭が黒、胸は朱、背の羽は緑と黒である。
藤祭り
4月下旬から5月上旬にかけて亀戸天神社で行われる。敷地内の藤棚が一斉に開花し、神社中が一面藤色に染まる。江戸時代から「亀戸の藤」と呼ばれた藤の名所であり、亀戸以外からも観光客が訪れる。同時に学業講祭も行われ、学業祈願の祈願者も多く訪れる。
木場の角乗（東京都指定文化財）
木場の木遣（東京都指定文化財）
江東区民まつり中央まつり
毎年10月中旬に都立木場公園で行われる。
江東区民まつり亀戸地区大会
毎年8月下旬に都立亀戸中央公園で行われ、打ち上げ花火なども行われる。
江東区民まつり大島地区大会
毎年9月中旬に行われる。
江東区民まつり砂町地区まつり
毎年10月上旬に行われる。
江東花火大会
毎年8月の上旬に行われる。
赤旗まつり
日本共産党が主催する一般向けの催事。
コミックマーケット
毎年、夏と冬の2回、東京ビッグサイトにて行われる同人誌即売会。

### 都市核
江東区では、区が主要と位置づける地域を都市核として指定している。区の長期基本計画によると、都市核と指定されたのは以下の6地域である。
東陽
区役所が所在し、区行政の中心地。東陽町駅は東京地下鉄の単独駅としては乗降客数が最大である。日本を代表するオフィス街である大手町までは電車で10分以内と好立地であるため、住宅街が多く点在している。一方で、有力企業の事業所も多く、ビジネス街としての一面を持つ。ホテルや飲食店の入るイースト21などがある。
亀戸
区北部の中心地。東京都から「亀戸・錦糸町副都心」として副都心に指定されている地域である。亀戸駅周辺は、駅ビルであるアトレ亀戸などを中心に栄えている。セイコーインスツルの本社跡地が再開発されたサンストリート亀戸(2016年3月31日に閉鎖)などがあった亀戸6丁目には、現在、カメイドクロック（旗艦型複合商業施設）が営業している。天神や船橋屋も有名で古くから栄えており、江東区内で最も古く市街地化された地域の一つ。東武亀戸線の始発駅でもあり、LRT（下の交通を参照）計画の始発駅予定地でもある。特に亀戸西部は墨田区の押上や錦糸町との結びつきが強く、同地区に鎮座する亀戸天神社や亀戸天祖神社も氏子町会の大半は墨田区であるため、江東区独自の文化とは違う一面を見られる。
門前仲町
区西部の中心地。古くから栄える街で、富岡八幡宮、深川不動など神社仏閣が多い。「深川」というと、門前仲町界隈を連想しやすい。大きな商業施設はないが、商店街も非常に栄えている。東西線、大江戸線が通り、東西線においては大手町から3駅である。
南砂
区東部の中心地。住宅地・商業地として発展している。現在は再開発が進められており、「トピレックプラザ」や「SUNAMO」（スナモ）といった複合商業施設があり、区内で最も充実した地域の一つである。その一方で、親水公園、仙台堀川公園などをはじめとして緑も多く、住環境が良いとされ、近年人口が急増している。区立図書館の中央館や、順天堂高齢者医療センターがある。LRTの主要駅設置予定地でもある。
東京臨海副都心
有明、青海など、通称「お台場」と呼ばれる場所のほとんどは江東区（港区台場、品川区東八潮などもある）である。観光地・ビジネス街として栄える。青海にはダイバーシティ東京、日本科学未来館などの有名施設があり、有明には日本最大のコンベンション・センター東京ビッグサイトや複合商業施設の有明ガーデン、多目的アリーナである有明アリーナ、日本テニスの聖地となっている有明テニスの森公園などがある。2020年東京オリンピックの競技会場やメディアセンターにもなった。
豊洲
区南部の中心地。以前、造船場などの工業地帯として栄えた地域である。現在は開発が進んでおり、人口が爆発的に増加している。高層マンション・高層ビルなどが多い。IHI、NTTデータ、BIPROGY、マルハニチロの本社および芝浦工業大学の本部キャンパスが所在し、ショッピングモール施設である「ららぽーと豊洲」がある。また、コンビニエンスストアのセブン-イレブンが日本で第1号店を開店したのも当地である。2018年10月に東京都中央卸売市場が築地市場に替えて開設された（豊洲新市場）。チームラボプラネッツTOKYO・DMMが2023年4月の訪日外国人来館者数が約17万人を突破するなど、国内外から注目されるエリアの一つである。

### 郵便番号
- 区内全域が130番台で、江東区では上3桁は、135、136に分かれる。
  - 135-XXXX 深川郵便局
  - 136-XXXX 城東郵便局

### 市外局番
- 江東区は全域が「03」である。
- 「03」地域の市内局番は大半が上から2桁目が「6」（36XX、56XX、66XX）となっているが、同じく「6」が使われる江戸川区、葛飾区、墨田区同様に枯渇対策で最近では「8」（38XX、58XX、68XXなど）も割り当てられている。
- 江東区豊洲周辺では、「5」（35XX、55XX)。

### ナンバープレート
江東区は江東ナンバー（東京運輸支局）を割り当てられている。

## 行政

### 区長
- 区長：大久保朋果
- 任期：2023年（令和5年）12月11日 - 2027年（令和9年）12月9日

### 行政機構
- 区職員数：2632人（2022年（令和4年）4月1日）

### 財政
平成20年度当初予算規模
- 総額：2160億2200万円
  - 一般会計：1394億1200万円
  - 国民健康保険会計：480億7800万円
  - 老人保険会計：29億1600万円
  - 介護保険会計：198億6100万円
  - 後期高齢者医療会計：57億5500万円

### 区の施設

#### 本庁舎
- 江東区役所本庁舎

東陽4-11-28

#### 出張所
- 亀戸出張所

亀戸2-19-1
- 豊洲特別出張所

豊洲2-2-18
- 白河出張所

白河1-3-28
- 富岡出張所

富岡1-16-12
- 小松橋出張所

扇橋2-1-5
- 大島出張所

大島4-5-1
- 砂町出張所

北砂4-7-3
- 南砂出張所

南砂6-8-3
| - 江東区文化センター - 東陽4-11-3 - 亀戸文化センター - 亀戸2-19-1 - 東大島文化センター - 大島8-33-9 - 豊洲文化センター - 豊洲2-2-18 - 砂町文化センター - 北砂5-1-7 - 森下文化センター - 森下3-12-17 - 古石場文化センター - 古石場2-13-2 |

## 議会

### 東京都議会
2024年東京都議会議員補欠選挙
- 選挙区：江東区選挙区
- 定数：1人
- 投票日：2024年7月7日
- 当日有権者数：425,053人
- 投票率：59.96％

| 候補者名     | 当落 | 年齢 | 所属党派   | 新旧別 | 得票数   |
| ------------ | ---- | ---- | ---------- | ------ | -------- |
| 三戸安弥     | 当   | 35   | 無所属     | 新     | 87,249票 |
| 山﨑一輝     | 落   | 51   | 自由民主党 | 元     | 75,654票 |
| 高橋巧       | 落   | 25   | 無所属     | 新     | 36,552票 |
| 大嵩崎かおり | 落   | 57   | 日本共産党 | 新     | 35,521票 |

2021年東京都議会議員選挙
- 選挙区：江東区選挙区
- 定数：4人
- 投票日：2021年7月4日
- 当日有権者数：416,822人
- 投票率：43.89％

| 候補者名   | 当落 | 年齢 | 所属党派           | 新旧別 | 得票数   | 備考                    |
| ---------- | ---- | ---- | ------------------ | ------ | -------- | ----------------------- |
| 細田勇     | 当   | 60   | 公明党             | 現     | 31,864票 |                         |
| 山﨑一輝   | 当   | 48   | 自由民主党         | 現     | 31,812票 | 2023年4月16日に自動失職 |
| 畔上三和子 | 当   | 65   | 日本共産党         | 現     | 29,136票 |                         |
| 白戸太朗   | 当   | 54   | 都民ファーストの会 | 現     | 27,650票 |                         |
| 高橋恵海   | 落   | 52   | 自由民主党         | 新     | 24,215票 |                         |
| 高野勇斗   | 落   | 38   | 立憲民主党         | 新     | 19,137票 |                         |
| 清水良平   | 落   | 43   | 日本維新の会       | 新     | 12,417票 |                         |
| 藤川広明   | 落   | 48   | テレビ改革党       | 新     | 3,342票  |                         |

2017年東京都議会議員選挙
- 選挙区：江東区選挙区
- 定数：4人
- 投票日：2017年7月2日
- 当日有権者数：404,179人
- 投票率：54.56％

| 候補者名   | 当落 | 年齢 | 所属党派           | 新旧別 | 得票数   |
| ---------- | ---- | ---- | ------------------ | ------ | -------- |
| 白戸太朗   | 当   | 50   | 都民ファーストの会 | 新     | 45,614票 |
| 山﨑一輝   | 当   | 44   | 自由民主党         | 現     | 37,970票 |
| 細田勇     | 当   | 56   | 公明党             | 新     | 36,533票 |
| 畔上三和子 | 当   | 61   | 日本共産党         | 現     | 29,804票 |
| 柿沢幸絵   | 落   | 47   | 無所属             | 現     | 25,908票 |
| 高橋恵海   | 落   | 48   | 自由民主党         | 新     | 21,059票 |
| 大澤昇     | 落   | 52   | 民進党             | 元     | 15,409票 |
| 古賀美子   | 落   | 48   | 無所属             | 新     | 3,171票  |
| 表奈就子   | 落   | 33   | 幸福実現党         | 新     | 1,403票  |

### 衆議院
2024年衆議院議員選挙
- 選挙区：東京15区（江東区）
- 投票日：2024年10月27日
- 当日有権者数：431,226人
- 投票率：57.58％

| 当落 | 候補者名 | 年齢 | 所属党派   | 新旧別 | 得票数   | 重複 |
| ---- | -------- | ---- | ---------- | ------ | -------- | ---- |
| 当   | 酒井菜摘 | 38   | 立憲民主党 | 現     | 66,791票 | ○    |
|      | 須藤元気 | 46   | 無所属     | 新     | 65,666票 |      |
| 比当 | 大空幸星 | 25   | 自由民主党 | 新     | 62,771票 | ○    |
|      | 金澤結衣 | 34   | 無所属     | 新     | 32,442票 |      |
|      | 小堤東   | 35   | 日本共産党 | 新     | 15,049票 |      |

2024年衆議院議員補欠選挙
- 選挙区：東京15区（江東区）
- 投票日：2024年4月28日
- 当日有権者数：430,285人
- 投票率：40.70％

| 当落 | 候補者名 | 年齢 | 所属党派            | 新旧別 | 得票数   |
| ---- | -------- | ---- | ------------------- | ------ | -------- |
| 当   | 酒井菜摘 | 37   | 立憲民主党          | 新     | 49,476票 |
|      | 須藤元気 | 46   | 無所属              | 新     | 29,669票 |
|      | 金澤結衣 | 33   | 日本維新の会        | 新     | 28,461票 |
|      | 飯山陽   | 48   | 日本保守党          | 新     | 24,264票 |
|      | 乙武洋匡 | 48   | 無所属              | 新     | 19,655票 |
|      | 吉川里奈 | 36   | 参政党              | 新     | 8,639票  |
|      | 秋元司   | 52   | 無所属              | 元     | 8,061票  |
|      | 福永活也 | 40   | NHKから国民を守る党 | 新     | 1,410票  |
|      | 根本良輔 | 29   | つばさの党          | 新     | 1,110票  |

## 公共機関

### 消防
- 東京消防庁　第七消防方面本部（森下五丁目）※深川消防署森下出張所併設
  - 深川消防署（木場三丁目）消防活動二輪車・救急隊1・無人走行放水車（レインボー5）・特別救助隊・はしご隊
    - 有明分署（有明三丁目）救急隊1
    - 永代出張所（永代二丁目）救急隊無
    - 枝川出張所（枝川三丁目）救急隊1
    - 豊洲出張所（豊洲二丁目）特別消火中隊・救急隊1・大型化学車・屈折放水塔車
    - 森下出張所（森下五丁目）救急隊1

  - 城東消防署（亀戸六丁目）特別救助隊・救急隊1・はしご隊・補給隊
    - 東砂出張所（東砂七丁目）救急隊1
    - 大島出張所（大島五丁目）救急隊1 化学機動中隊
    - 砂町出張所（北砂四丁目）特別消火中隊・救急隊1
- 航空隊 江東航空センター　航空消防救助機動部隊（エアハイパーレスキュー）

### 警察
- 警視庁　城東警察署
  - 天神橋交番（亀戸三丁目）
  - 亀戸駅前交番（亀戸一丁目）
  - 亀戸交番（亀戸九丁目）
  - 大島交番（大島六丁目）
  - 日曹橋交番（南砂二丁目）
  - 葛西橋西交番（東砂五丁目）
  - 砂町交番（北砂四丁目）
  - 進開橋交番（大島四丁目）
  - 元八幡交番（南砂七丁目）
  - 北砂五丁目交番（北砂五丁目）
  - 番所橋交番（東砂二丁目）
  - 東大島駅前交番（大島九丁目）
  - 水神森地域安全センター（亀戸四丁目）
- 深川警察署
  - 森下交番（森下三丁目）
  - 住吉交番（住吉二丁目）
  - 東陽交番（東陽三丁目）
  - 門前仲町交番（門前仲町一丁目）
  - 千田交番（千田）
  - 豊洲交番（豊洲二丁目）
  - 白河交番（白河三丁目）
  - 枝川交番（枝川一丁目）
  - 清澄庭園前交番（清澄三丁目）
  - 永代橋地域安全センター（佐賀一丁目）
  - 浜園橋地域安全センター（塩浜一丁目）
- 東京湾岸警察署（2008年（平成20年）3月31日開署）
  - 都橋交番（東雲一丁目）※ 深川警察署より管轄変更
  - 辰巳交番（辰巳一丁目）※ 深川警察署より管轄変更
  - 新木場駅前交番（新木場一丁目）※城東警察署より管轄変更
  - 新木場地域安全センター（新木場一丁目）※城東警察署より管轄変更
- 航空隊 本部・江東飛行センター
- 術科センター
- 江東運転免許試験場

### 税務署
- 江東西税務署（深川地区管轄）
- 江東東税務署（城東地区管轄）

### 病院
- 愛育会愛和病院
- あそか病院
- がん研究会有明病院
- 木場病院
- 青峰会くじらホスピタル
- 江東病院
- 江東リハビリテーション病院
- 寿康会病院
- 順天堂大学医学部附属順天堂東京江東高齢者医療センター
- 地域医療機能推進機構東京城東病院
- 昭和医科大学江東豊洲病院
- 鈴木病院
- 鈴木リハビリテーション病院
- 清湘会記念病院
- 清湘会東砂病院
- 東京都立東部療育センター
- 深川立川病院
- 藤崎病院
- 友仁病院

### その他
- 国土交通省青海総合庁舎（海上保安庁 海洋情報部庁舎）
- 東京港湾合同庁舎
- 東京都赤十字血液センター
- 江東運転免許試験場
- 東京タクシーセンター

### 水道
- 東京都水道局
  - 有明給水所
  - 江東給水所
- 東京都下水道局
  - 砂町水再生センター
  - 有明水再生センター

### 清掃工場
- 新江東清掃工場
- 有明清掃工場

## 交通

### 鉄道路線
- 区役所最寄り駅：東陽町駅

東日本旅客鉄道（JR東日本）
- JB 総武線各駅停車（総武本線）
  - 亀戸駅
- JE 京葉線
  - 越中島駅 - 潮見駅 - 新木場駅
- JM 武蔵野線
  - 越中島駅 - 潮見駅 - 新木場駅
  - ※東京駅 - 西船橋駅間は京葉線に直通運転

東武鉄道
- TS 亀戸線
  - 亀戸駅 - 亀戸水神駅

東京地下鉄（東京メトロ）
- T 東西線
  - 門前仲町駅 - 木場駅 - 東陽町駅 - 南砂町駅
- Y 有楽町線
  - 豊洲駅 - 辰巳駅 - 新木場駅
- Z 半蔵門線
  - 住吉駅 - 清澄白河駅

東京都交通局（都営地下鉄）
- S 都営新宿線
  - 森下駅 |（墨田区区間）| 住吉駅 - 西大島駅 - 大島駅 - 東大島駅
- E 都営大江戸線
  - 森下駅 - 清澄白河駅 - 門前仲町駅

ゆりかもめ
- U 東京臨海新交通臨海線
  - 東京国際クルーズターミナル駅 - テレコムセンター駅 - 青海駅 - 東京ビッグサイト駅 - 有明駅 - 有明テニスの森駅 - 市場前駅 - 新豊洲駅 - 豊洲駅

東京臨海高速鉄道 (TWR)
- R りんかい線
  - 東京テレポート駅 - 国際展示場駅 - 東雲駅 - 新木場駅

一般利用不可路線
- JR貨物
  - 総武本線越中島支線
- 東京地下鉄
  - 深川車両基地
  - 新木場車両基地
- 都営地下鉄
  - 木場車両検修場
  - 大島車両検修場

江東区では地下鉄8号線事業推進課を新設し、地下鉄8号線の延伸（住吉 - 豊洲間）事業を2030年代半ばの開業に向けて進行中である。また、亀戸 - 新木場間にLRTを運行する構想も存在する。この構想には2つのプランがあり、一つ目は亀戸駅 - 南砂町駅を高架とし、以南は明治通り沿いの都有地などに線路を敷くとするプラン、二つ目は亀戸 - 南砂付近までは総武本線（越中島支線・上記参照）を使用し、以南は同じく明治通り沿いの都有地などに線路を敷くというプランである。しかし、収支の見通しの不明確さや新木場駅付近での国道357号との平面交差の問題など、課題が多い。
- 地下鉄8号線事業推進課の関連サイト
- 地下鉄8号線(有楽町線)の延伸(豊洲～住吉)の関連サイト
- 江東区土木部交通対策課交通係の関連サイト
- LRT計画に対する質問と回答

また、東京都が「都心部・臨海地域地下鉄構想」を発表している。この構想は、東京駅と有明・東京ビッグサイトを、銀座、新築地、勝どき、晴海、豊洲市場を経由して結ぶ地下鉄新線の計画である。さらに、つくばエクスプレスの延伸や羽田空港アクセス線とも連携させる予定である。
- 「都心部・臨海地域地下鉄」事業計画案

このほか、山﨑孝明前江東区長は汐留から築地、豊洲を経て国際展示場付近に至るロープウェイの導入を構想した。

### バス路線
- 都営バス - 区内に深川営業所および有明営業所が設けられている。なお、江東営業所は墨田区江東橋に所在する。
  - 一般路線バスの運行がメインだが、江東区では土休日に運行される観光シャトルバス（深川シャトル<急行06系統>）とコミュニティバス「しおかぜ」<江東01系統>の運行を委託している。
- ジェイアールバス関東 - 区内に本社および東京支店が設けられている。高速バスがメインだが、東京駅 - 東京ビッグサイト - 東京港フェリーターミナル線の一般路線や新木場駅、国際展示場と京阪神地区を結ぶ夜行高速バスも運行している。
- 東京BRT - 区内の豊洲、豊洲市場、有明、青海地区と新橋駅や虎ノ門ヒルズを結ぶ。主に環状2号線を使い速達性バス輸送を行っている。多定員の連節バスも運行している。
- 京成バス - 区内に奥戸営業所東雲車庫が設けられている。東雲地区と房総各地を結ぶ高速バスも運行している。高速バスの運行がメインだが、東京BRTの一部便も運行している。
- 東京空港交通（リムジンバス） - 区内の東陽町、豊洲、有明地区と羽田空港、成田空港を結ぶリムジンバスなどを運行している。
- 平和交通 - 区内に東京営業所が設けられている。区内の東雲地区と成田空港、海浜幕張、ちはら台を結ぶ高速バスなどを運行している。
- 京成バス千葉イースト - 区内の豊洲市場前と羽田空港、成田空港を結ぶリムジンバス、東雲、国際展示場駅からユーカリが丘を結ぶ高速バスを運行している。
- WILLER EXPRESS - 区内新木場に本社がが設けられている。新木場駅と京都・梅田・天王寺・USJ、名古屋・金城ふ頭、福島駅・仙台駅、長岡駅・新潟駅・新潟古町、成田空港・芝山町役場、三島駅・三島大場を結ぶ高速バスなどを運行している。

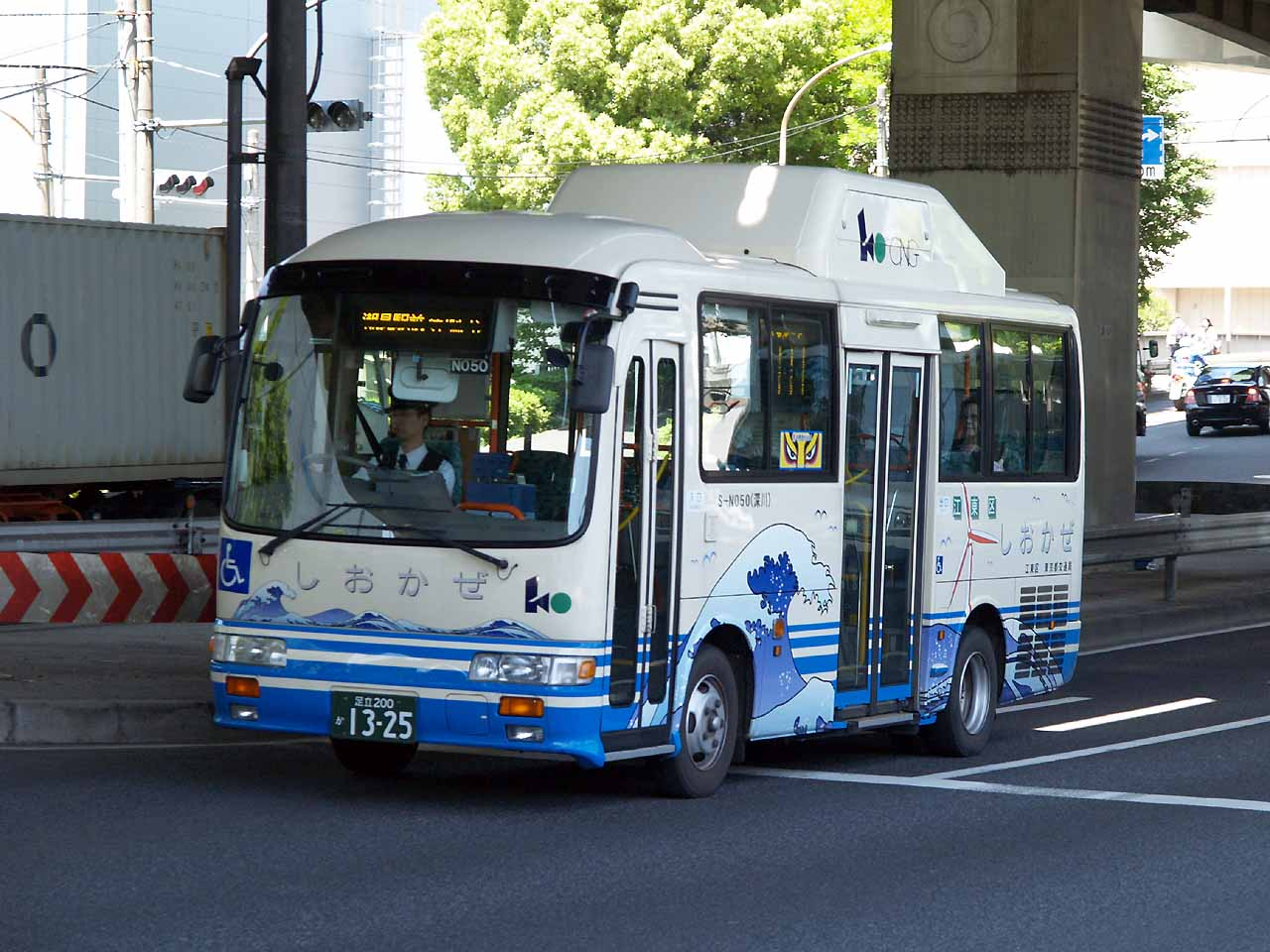
コミュニティバス「しおかぜ」
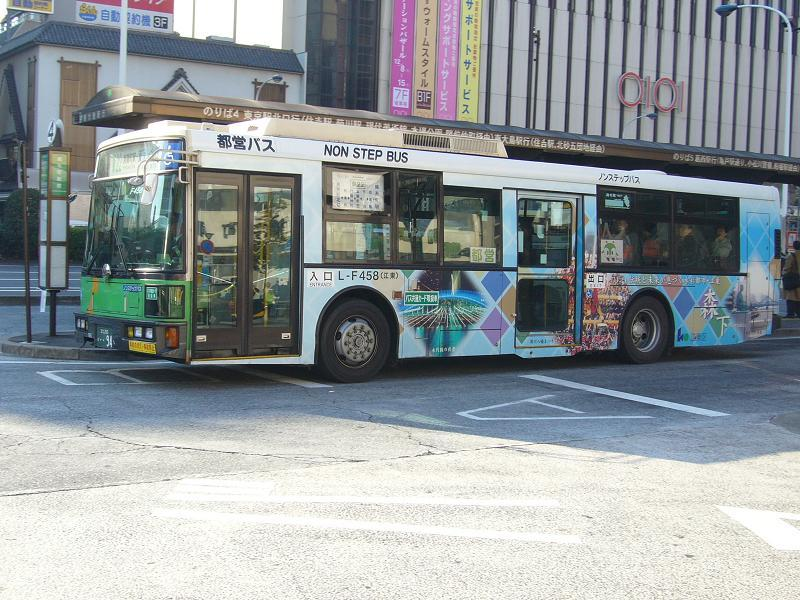
都営バス・江東区PRラッピングバス

上記のほか、東京都が2025年7月1日から2026年3月31日まで（年末年始除く）新木場駅と海の森公園を結ぶ自動運転バスを実証運行中（無料運行）。

### 道路
- 首都高速
  - 中央環状線:平井大橋出入口 - 船堀橋出入口
  - 7号小松川線:錦糸町出入口
  - 9号深川線:福住出入口 - 木場出入口 - 塩浜入口 - 枝川出口 - 辰巳JCT（湾岸線に接続）
  - 10号晴海線：東雲JCT-豊洲出入口
  - 湾岸線:新木場出入口 - 辰巳JCT - 有明出入口 - 東雲JCT - 有明JCT - 臨海副都心出入口
- 一般国道
  - 国道14号（京葉道路）
  - 国道357号（東京湾岸道路）
- 都道
  - 清澄通り
  - 三ッ目通り
  - 四ツ目通り
  - 明治通り
  - 丸八通り
  - 蔵前橋通り
  - 新大橋通り
  - 清洲橋通り
  - 葛西橋通り
  - 永代通り
  - 浅草通り
  - 晴海通り
  - 東京都道484号豊洲有明線
  - 東京都道477号亀戸葛西橋線
- その他
  - 東京港臨海道路（計画線）

### 海上
- 東京都観光汽船
- 東京都公園協会（東京水辺ライン）
- オーシャン東九フェリー

### 空港
- 東京ヘリポート

## 名所・旧跡・文化・スポーツ施設

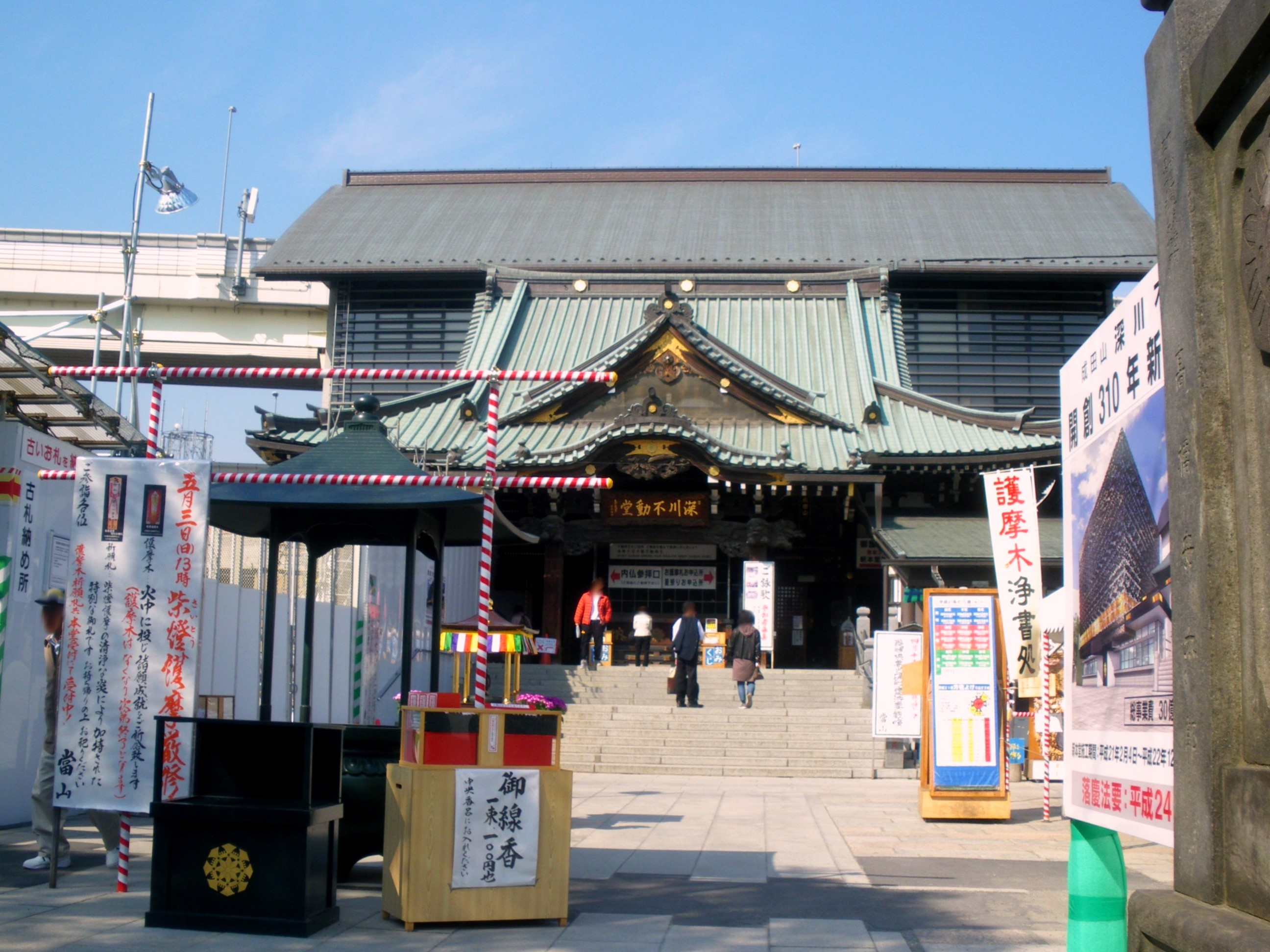
深川不動尊
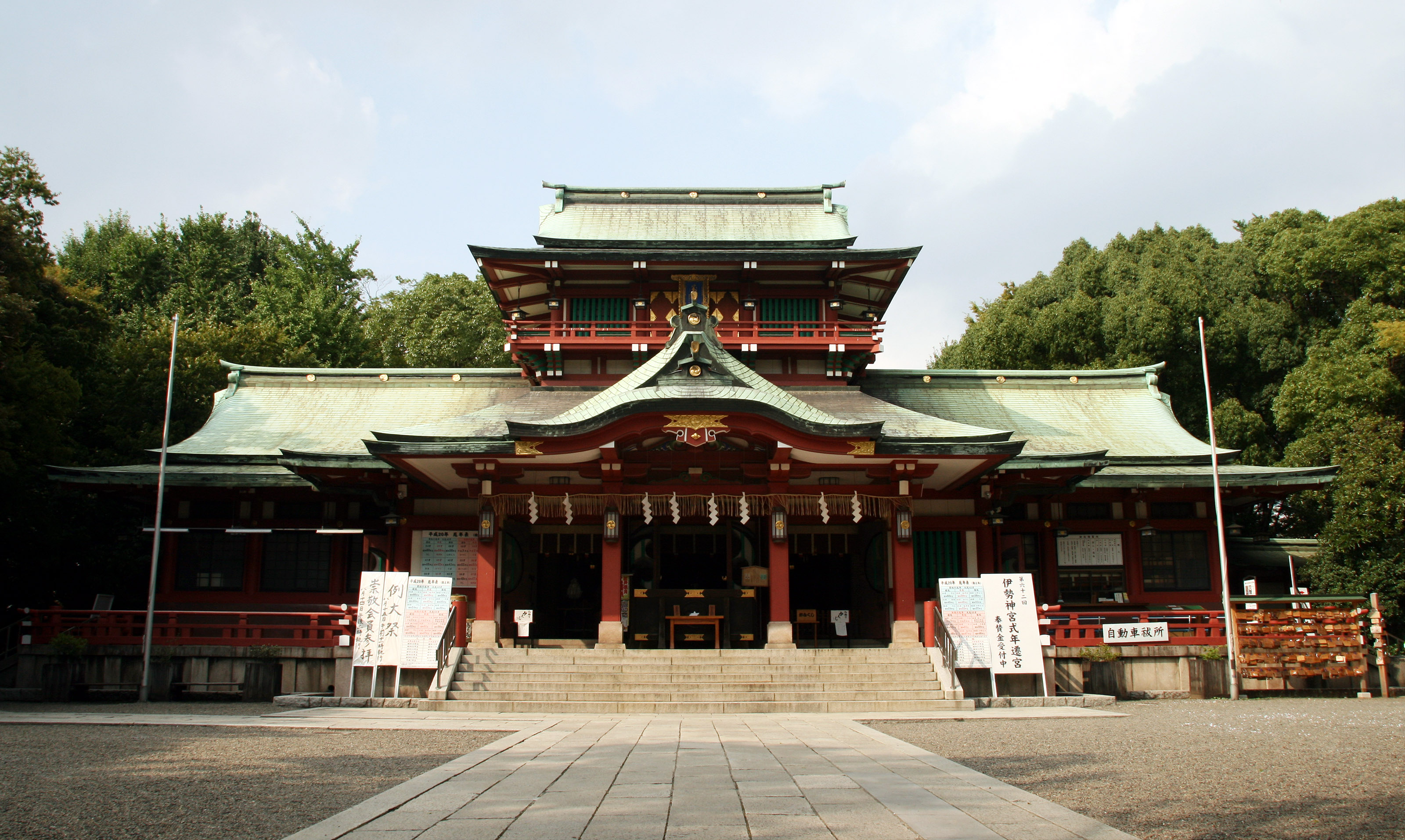
富岡八幡宮
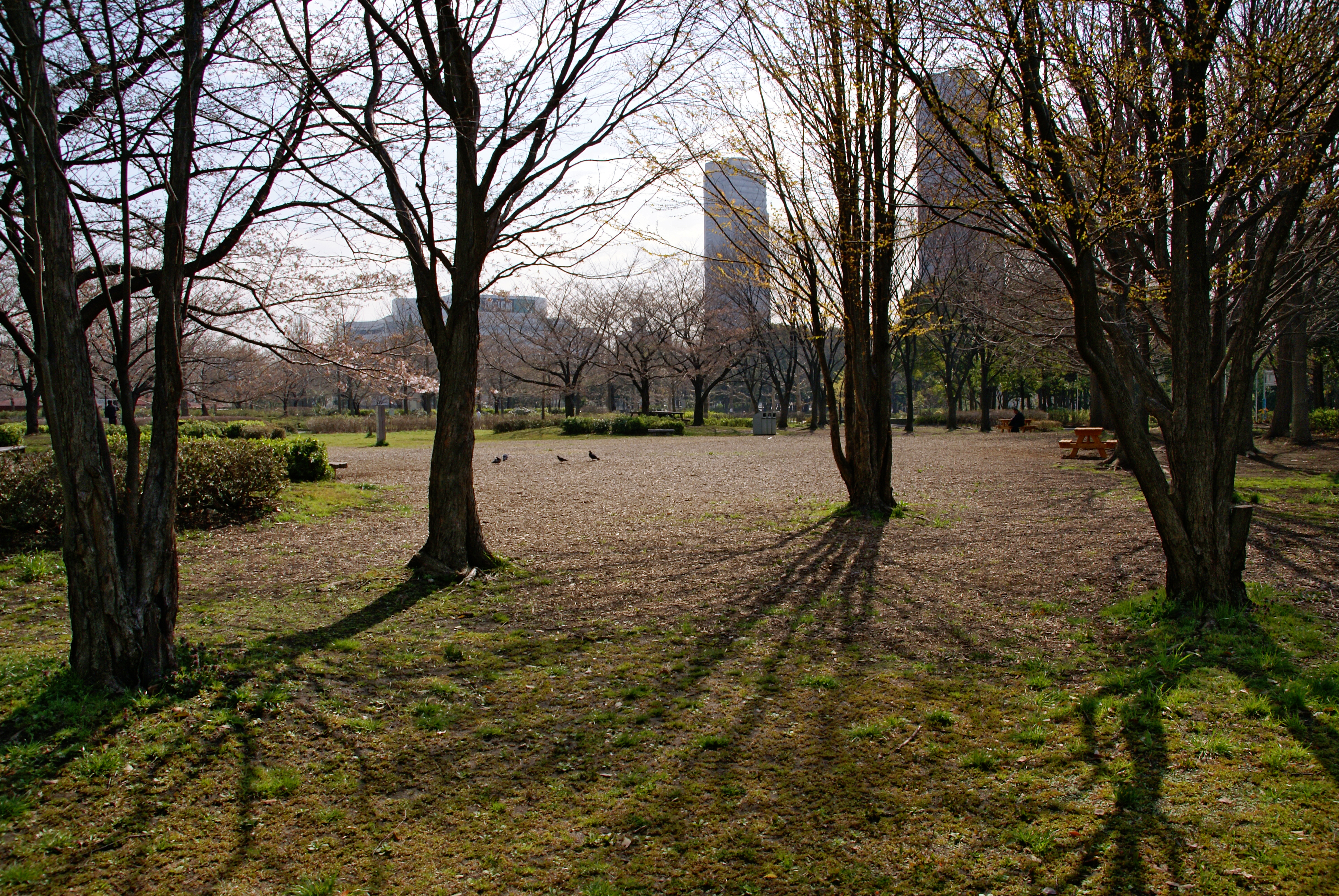
猿江恩賜公園
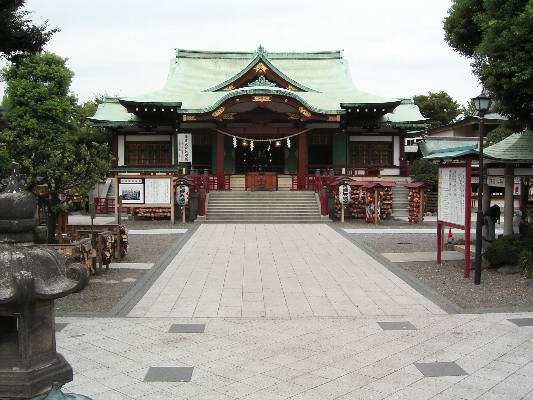
亀戸天神・拝殿
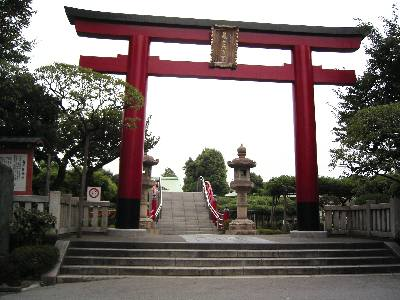
亀戸天神・鳥居
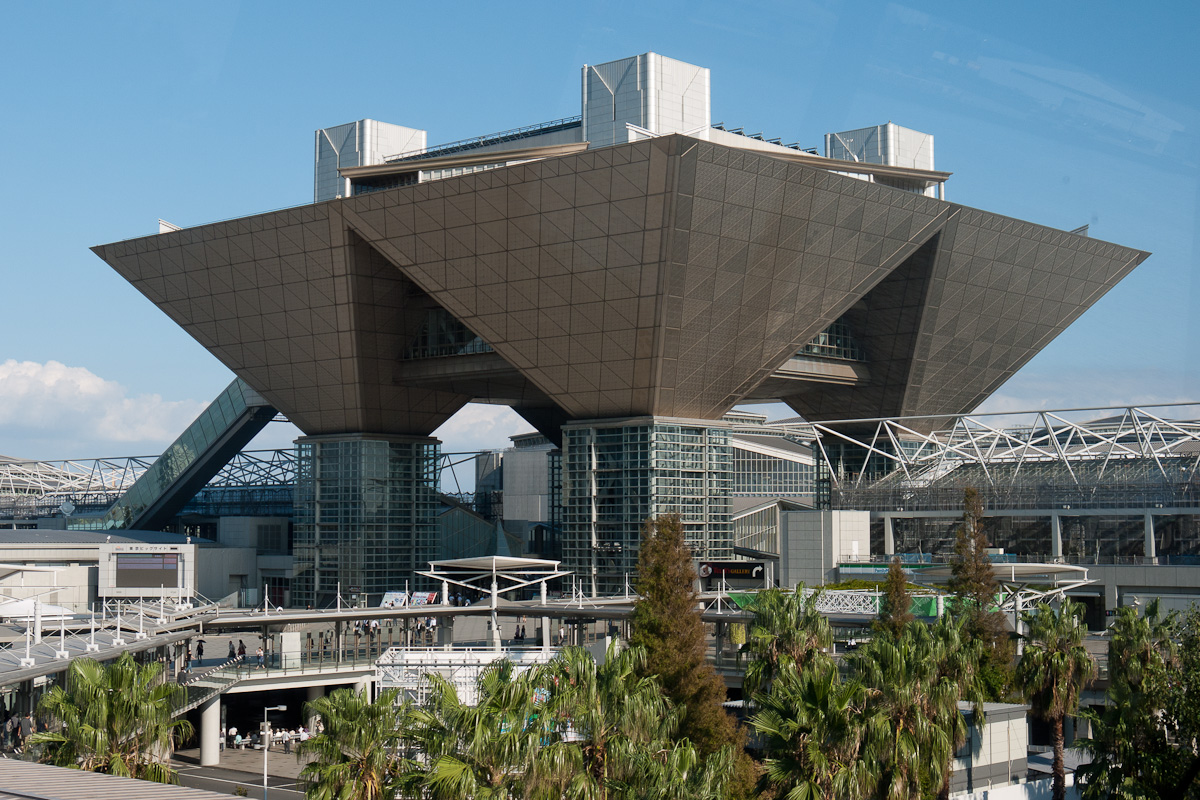
東京国際展示場
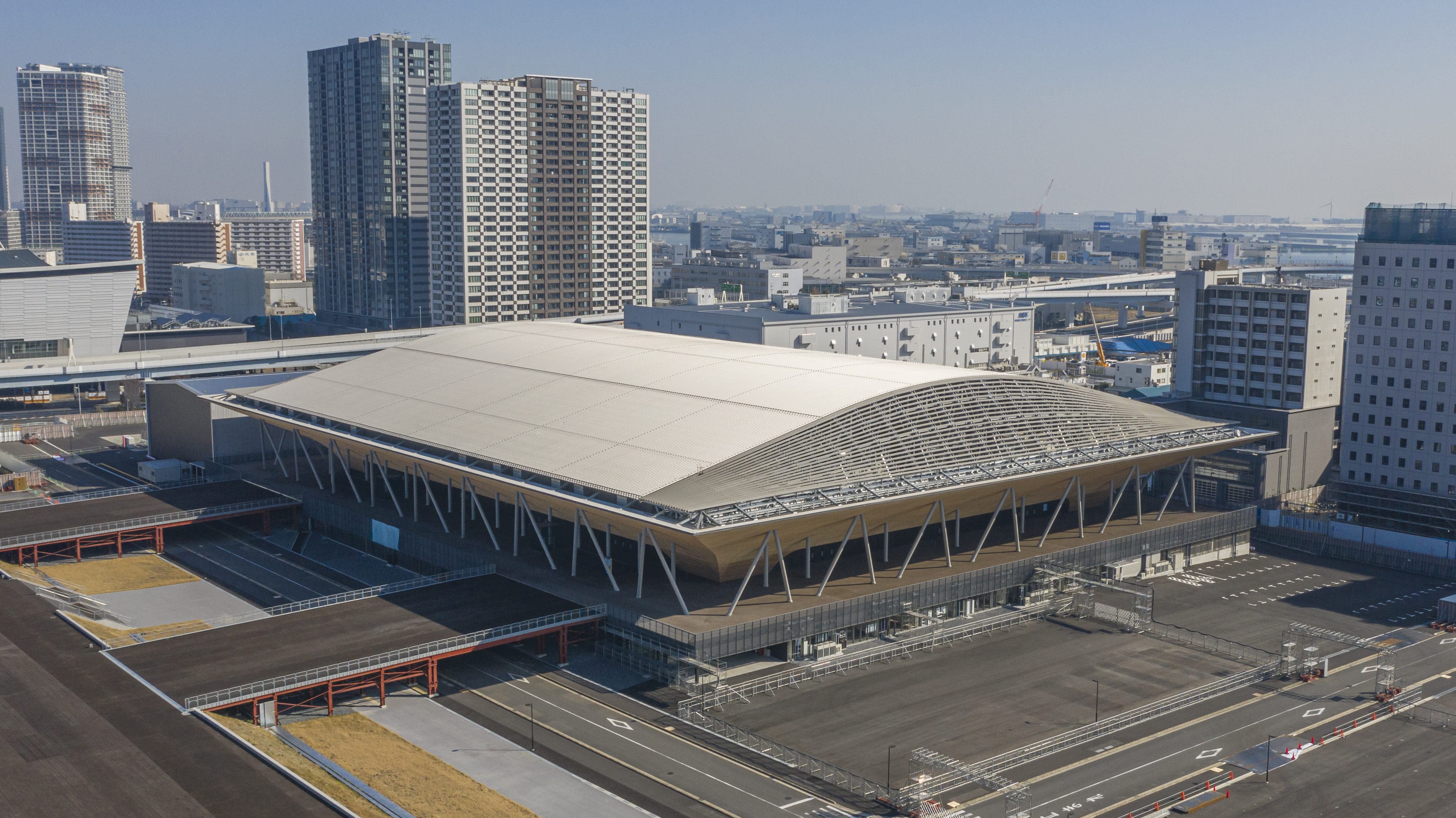
有明展示場（有明GYM-EX）
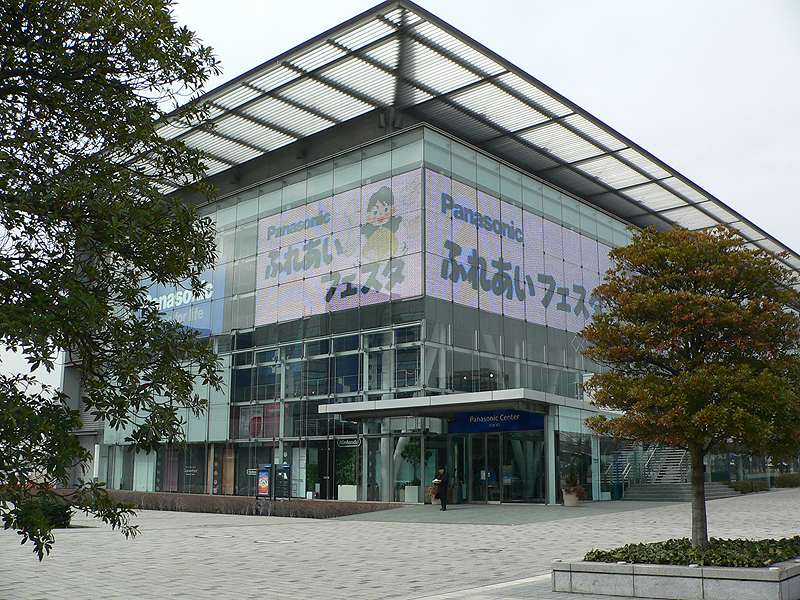
パナソニックセンター東京
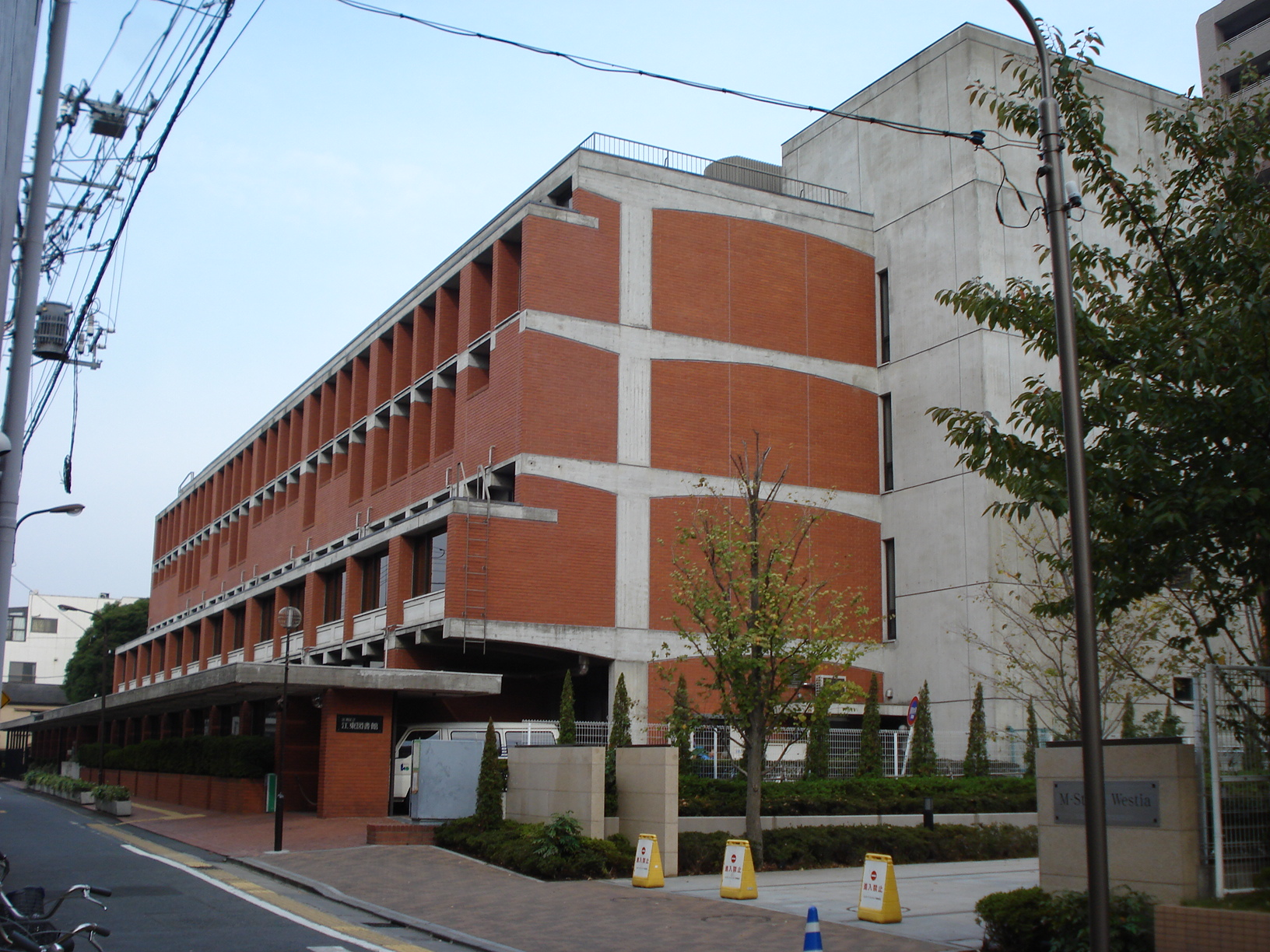
江東図書館（中央館）

### 神社
| 神社名           | 所在地     |
| ---------------- | ---------- |
| 富岡八幡宮       | 富岡一丁目 |
| 深川神明宮       | 森下一丁目 |
| 正木稲荷神社     | 常盤一丁目 |
| 深川稲荷神社     | 清澄二丁目 |
| 三穂道別稲荷神社 | 清澄二丁目 |
| 佐賀稲荷神社     | 佐賀二丁目 |
| 黒船稲荷神社     | 牡丹一丁目 |
| 猿江神社         | 猿江二丁目 |
| 日先神社         | 猿江一丁目 |
| 宇迦八幡宮       | 千田二丁目 |
| 洲崎神社         | 木場六丁目 |
| 亀戸香取神社     | 亀戸三丁目 |
| 江東天祖神社     | 亀戸三丁目 |
| 亀戸天神社       | 亀戸三丁目 |
| 石井神社         | 亀戸四丁目 |
| 水神社           | 亀戸四丁目 |
| 亀戸浅間神社     | 亀戸九丁目 |
| 大島愛宕神社     | 大島二丁目 |
| 子安稲荷神社     | 大島三丁目 |
| 大島稲荷神社     | 大島五丁目 |
| 東大島神社       | 大島七丁目 |
| 妙法稲荷神社     | 東砂二丁目 |
| 陶首稲荷神社     | 東砂二丁目 |
| 生田稲荷神社     | 東砂三丁目 |
| 大塚天祖神社     | 東砂四丁目 |
| 中田稲荷神社     | 東砂五丁目 |
| 東砂天祖神社     | 東砂六丁目 |
| 志演尊空神社     | 北砂二丁目 |
| 治兵衛稲荷神社   | 北砂三丁目 |
| 亀高神社         | 北砂四丁目 |
| 富賀岡八幡宮     | 南砂七丁目 |

### 寺院
- 深川不動尊（深川不動堂）

### 公園
- 青海北ふ頭公園
- 青海中央ふ頭公園
- 青海南ふ頭公園
- 暁ふ頭公園
- 有明テニスの森公園 - 敷地内に有明コロシアムがある。
- 有明西ふ頭公園
- 海の森公園
- 越中島公園
- 大島小松川公園
- 亀戸中央公園
- 清澄庭園
- 木場公園
- 猿江恩賜公園
  - ティアラこうとう（江東公会堂、猿江恩賜公園に隣接）
- 東雲水辺公園
- 新木場公園
- シンボルプロムナード公園
- 仙台堀川公園
- 辰巳の森海浜公園
- 辰巳の森緑道公園
- 東京臨海広域防災公園（有明の丘）
- 豊洲公園
- 豊洲ぐるり公園
- 春海橋公園
- 水の広場公園
- 夢の島公園
  - 江東区夢の島陸上競技場
  - 夢の島熱帯植物館
  - 東京スポーツ文化館（旧:夢の島総合体育館）
- 横十間川親水公園
- 若洲海浜公園

### 博物館・美術館
- ガスの科学館（東京ガス）

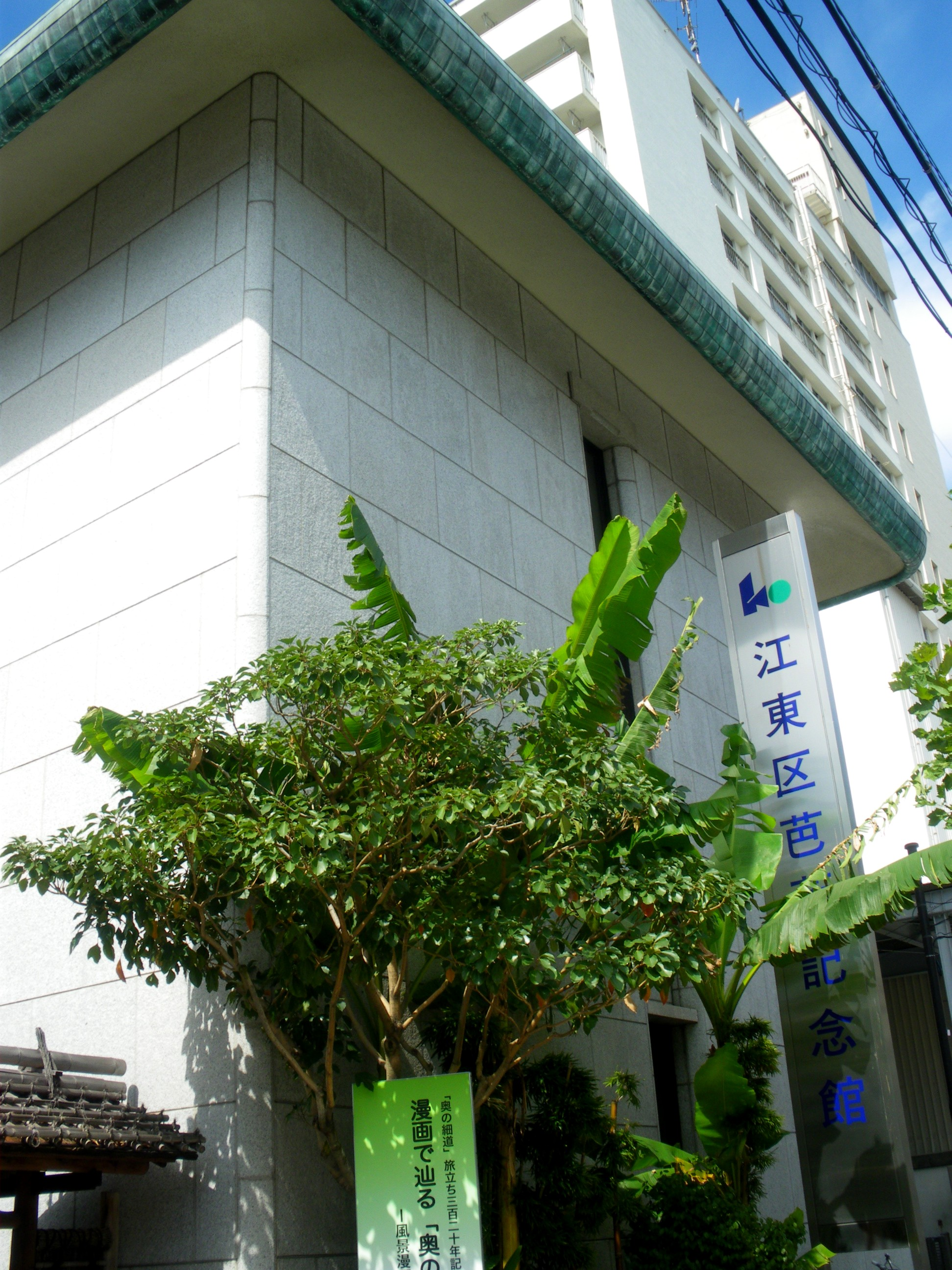
深川芭蕉記念館

- チームラボプラネッツ TOKYO DMM.com

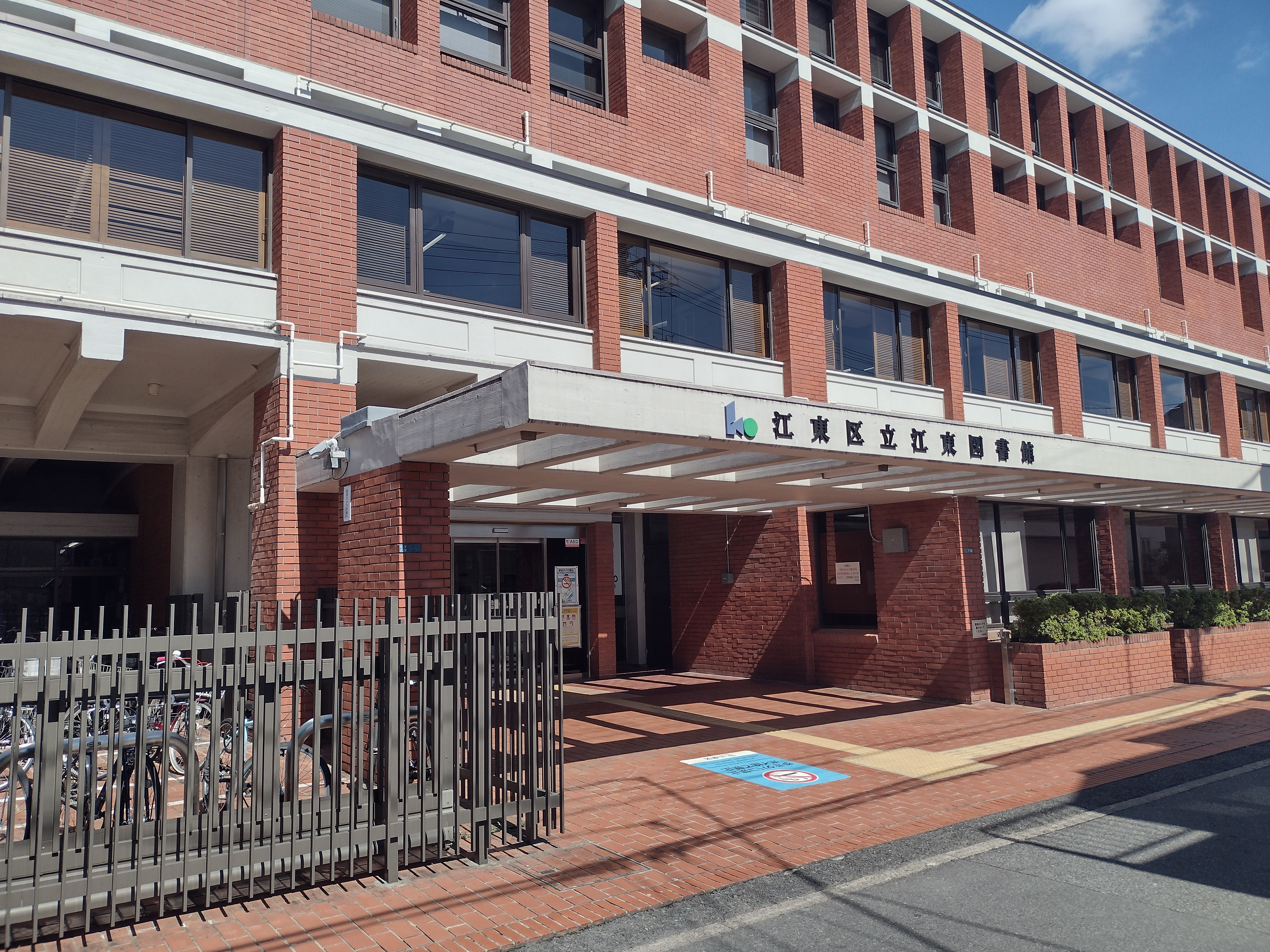
江東図書館

- 東京大空襲・戦災資料センター
- 東京都現代美術館
- 日本科学未来館
- 虹の下水道館
- パナソニックセンター東京
- 深川江戸資料館
- 水の科学館

- 深川芭蕉記念館[23]および芭蕉庵史跡展望庭園[24]

### 図書館
江東区により、以下の図書館が運営されている。図書館業務の一部は、民間へ委託されている。
- 江東図書館（南砂六丁目）
- 深川図書館（清澄三丁目）
- 砂町図書館（北砂五丁目）
- 東陽図書館（東陽二丁目）
- 豊洲図書館（豊洲二丁目）
- 東雲図書館（東雲二丁目）
- 古石場図書館（古石場二丁目）
- 城東図書館（大島四丁目）
- 亀戸図書館（亀戸七丁目）
- 東大島図書館（大島九丁目）
- 白河こどもとしょかん（白河四丁目）

### コンベンションセンター・ホール・アリーナ
- 東京国際展示場（東京ビッグサイト）
- 有明展示場（有明GYM-EX）
- 東京ファッションタウン（TFT）
  - THTホール 1000
- 有明アリーナ
- 東京ガーデンシアター
- Zepp DiverCity (TOKYO)
- 豊洲PIT
- 亀戸HARDCORE
- IHI STAGE AROUND TOKYO（IHIステージアラウンド東京）

### スポーツ施設
- 有明コロシアム
- 海の森水上競技場
- 亀戸野球場
- 江東区夢の島陸上競技場
- 東京辰巳国際水泳場
- 日本空手道会館（全日本空手道連盟）
- 洲崎球場 - 1930年代にプロ野球公式戦が行われた球場。

## メディア
- テレコムセンター（元MXTVの本拠地）
- フジテレビ湾岸スタジオ

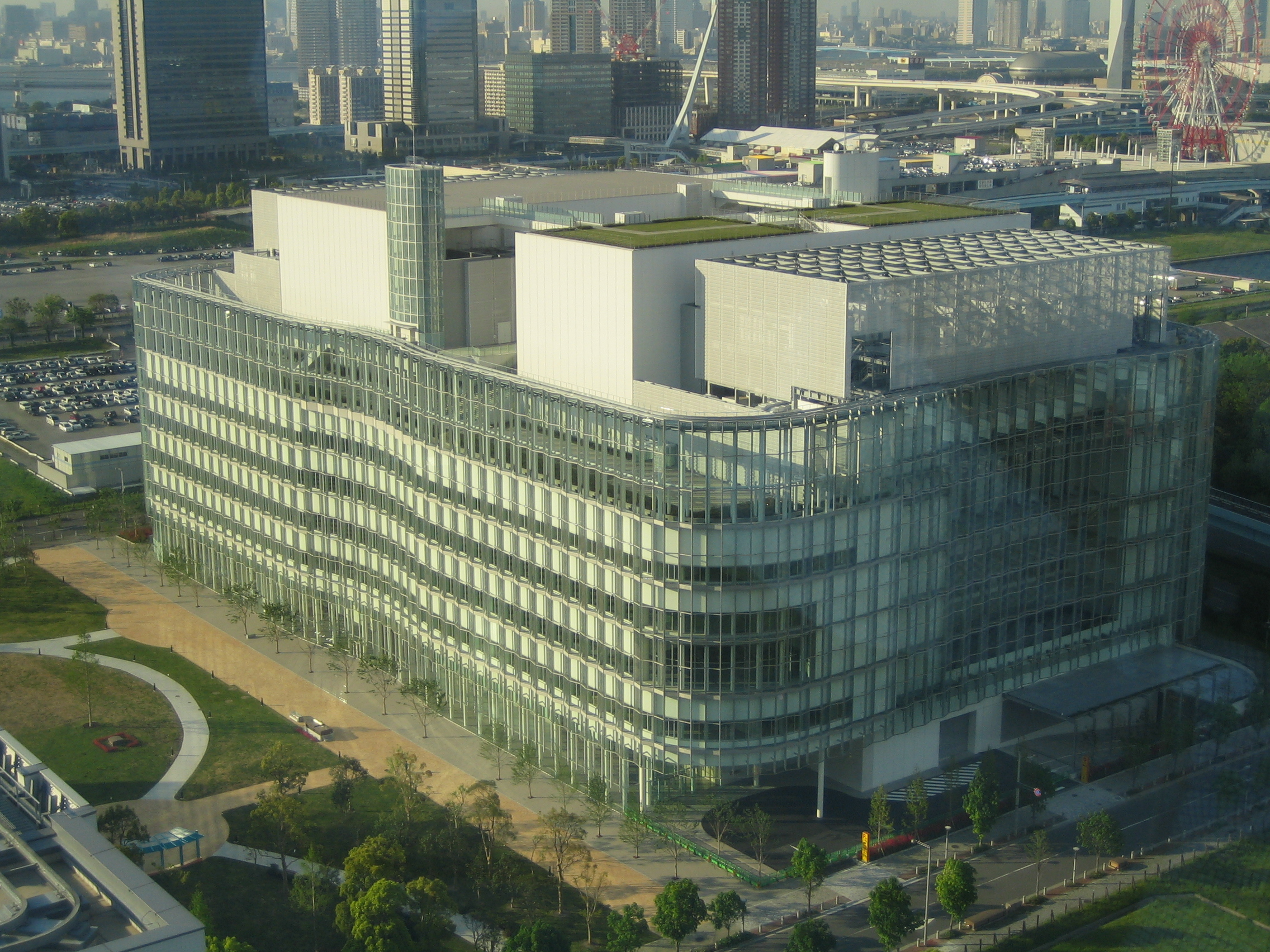
フジテレビ湾岸スタジオ

- DSBグループ潮見ビル（踊る大捜査線ロケ地、旧称潮見コヤマビル時代）
- スポーツニッポン新聞社
- 東京スポーツ新聞社
- デイリースポーツ東京本部
- レインボータウンエフエム放送 - コミュニティFM局

## 複合商業施設
- 豊洲公園とららぽーと豊洲
- ダイバーシティ東京
- 有明ガーデン

豊洲
- アーバンドック ららぽーと豊洲
  - 主な店舗は
- 豊洲 千客万来
- 豊洲セイルパーク

臨海副都心

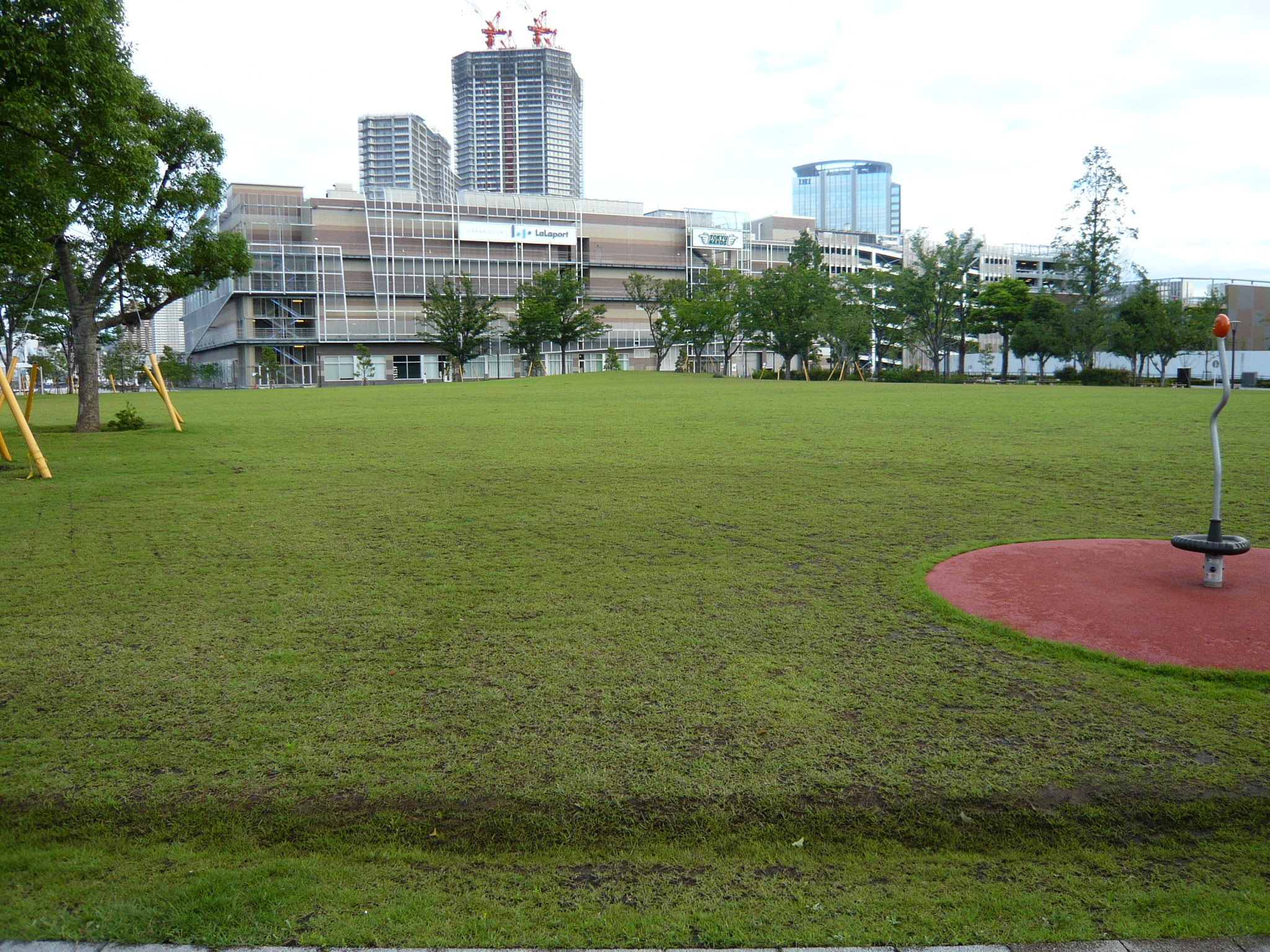
豊洲公園とららぽーと豊洲
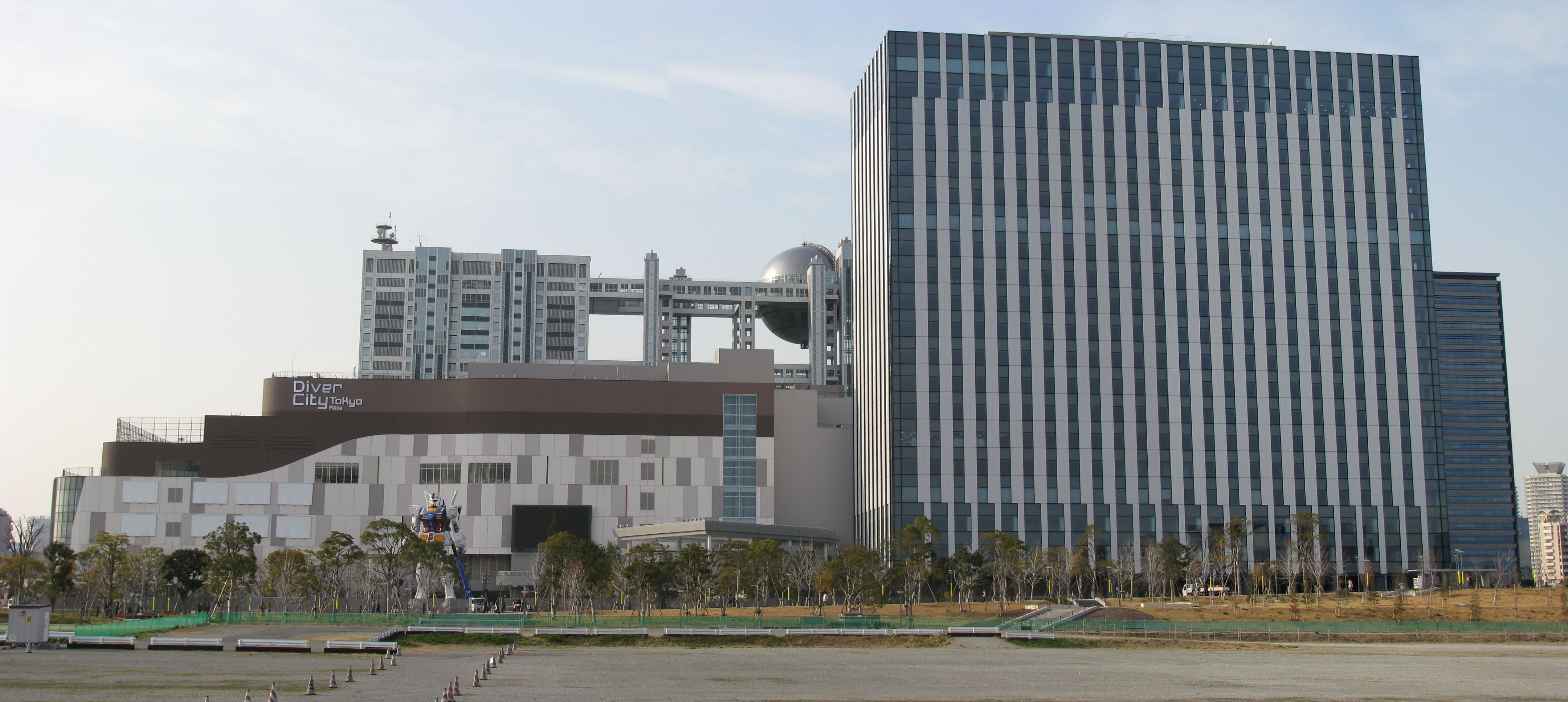
ダイバーシティ東京
  - ダイバーシティ東京プラザ
  - Zepp DiverCity (TOKYO)
- BMW GROUP Tokyo Bay
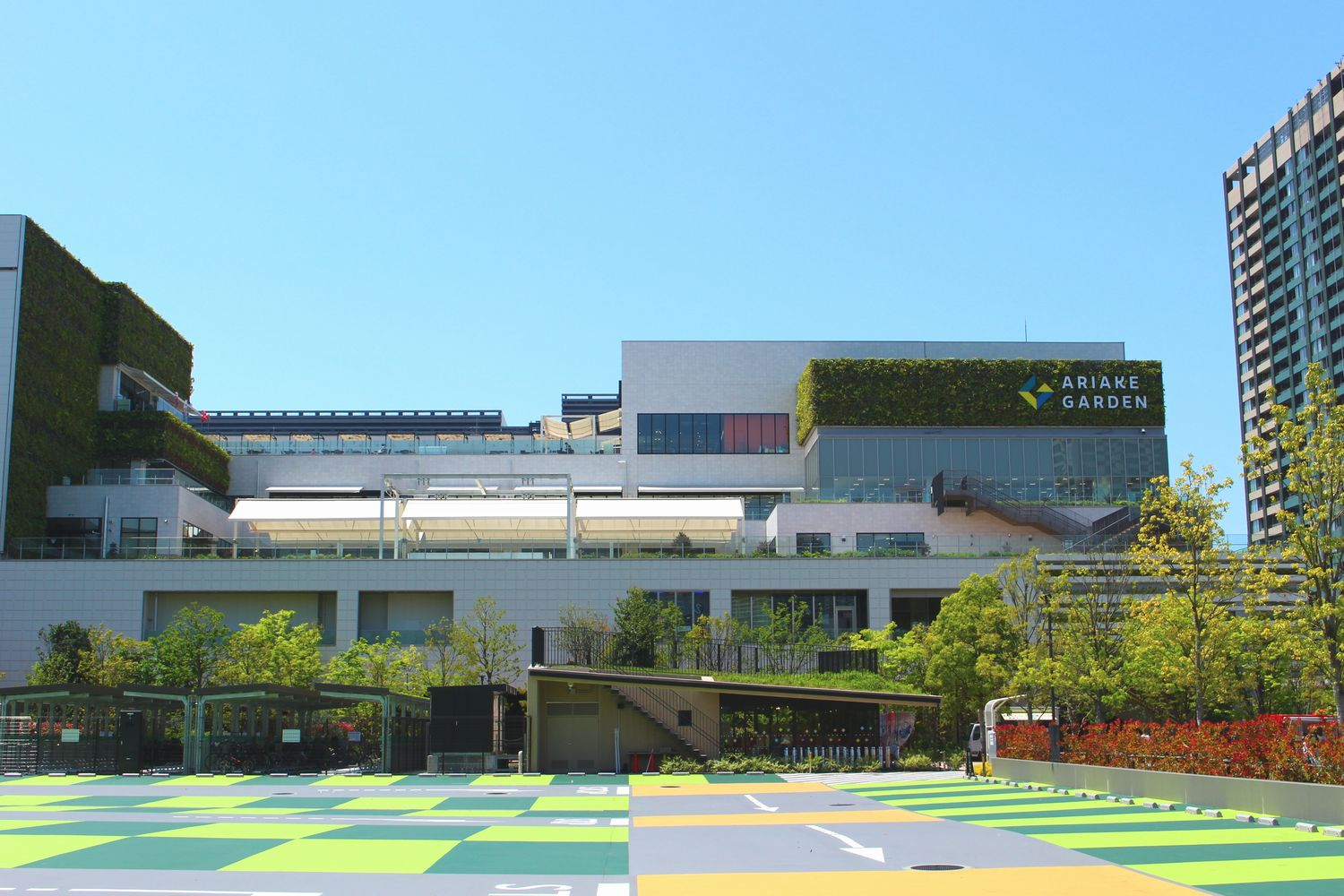
有明ガーデン
  - ショッピングシティ有明ガーデン
  - 東京ガーデンシアター
  - 有明四季劇場

東雲
- 東雲キャナルコート
  - イオン東雲店

東陽
- 東京イースト21

亀戸
- アトレ亀戸
- カメイドクロック

南砂
- トピレックプラザ
  - 主な店舗は

新砂
- 南砂町ショッピングセンターSUNAMO（以下代表する大型店舗）
  - イオンフードスタイル by ダイエー（食品スーパー）
  - ドゥ・スポーツ（スポーツクラブ）
  - カインズ（ホームセンター）
  - コジマ×ビックカメラ（大型家電）
  - フタバ図書（複合図書）
  - スポーツデポ（スポーツ用品）
  - ユニクロ（衣料品）
  - アドアーズ（アミューズメント）
  - ぴょんぴょん（アミューズメント）
  - 他に、24の飲食店・44の物販店・21のサービス店など計98店

北砂
- アリオ北砂
  - イトーヨーカドー北砂店

木場
- 深川ギャザリア
  - イトーヨーカドー木場店
  - スターバックスコーヒー木場店
  - ヒマラヤ スポーツアベニュー木場店
  - 109シネマズ木場
  - ロータスパーク レストラン街
  - ティップネス木場店
  - フジクラ ゴルフクラブ相談室
  - レインボータウンエフエム放送木場スタジオ

## 教育

### 大学

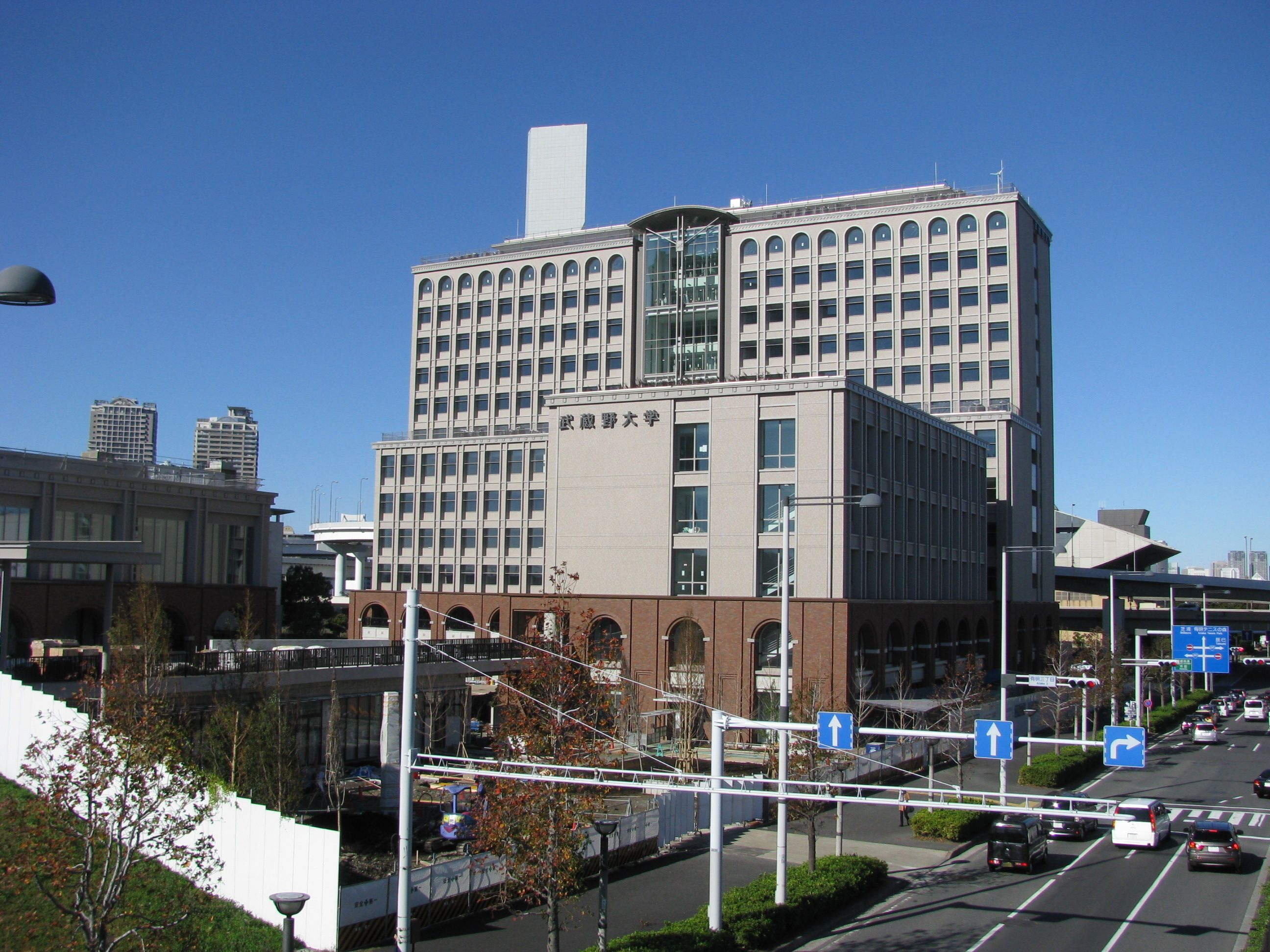
武蔵野大学有明キャンパス

- 東京海洋大学越中島キャンパス
- 芝浦工業大学豊洲キャンパス
- 東京有明医療大学
- 有明教育芸術短期大学
- 武蔵野大学有明キャンパス
- 東京保健医療専門職大学

### 専修学校
- 読売自動車大学校
- 江東服飾高等専修学校
- 東京服装文化学院
- 秀林外語専門学校
- 東京YMCA社会体育・保育専門学校
- 臨床福祉専門学校

### 高等学校
| 高等学校名                 | 設立区分 | 郵便番号   | 住所        |
| -------------------------- | -------- | ---------- | ----------- |
| 城東高等学校               | 都立     | 〒136-0072 | 大島3-22-1  |
| 深川高等学校               | 都立     | 〒135-0016 | 東陽5-32-19 |
| 大江戸高等学校             | 都立     | 〒135-0015 | 千石3-2-11  |
| 東高等学校                 | 都立     | 〒136-0074 | 東砂7-19-24 |
| 科学技術高等学校           | 都立     | 〒136-0072 | 大島1-2-31  |
| 江東商業高等学校           | 都立     | 〒136-0071 | 亀戸4-50-1  |
| 墨田工科高等学校           | 都立     | 〒135-0004 | 森下5-1-7   |
| 第三商業高等学校           | 都立     | 〒135-0044 | 越中島3-3-1 |
| 中村中学校・高等学校       | 私立     | 〒135-8404 | 清澄2-3-15  |
| かえつ有明中学校・高等学校 | 私立     | 〒135-8711 | 東雲2-16-1  |
| 芝浦工業大学中学高等学校   | 私立     | 〒135-8139 | 豊洲6-2-7   |
| 中央学院大学中央高等学校   | 私立     | 〒136-0071 | 亀戸7-65-12 |

### 中学校
| 中学校名       | 設立区分 | 郵便番号   | 住所        |
| -------------- | -------- | ---------- | ----------- |
| 深川第一中学校 | 区立     | 〒135-0004 | 森下4-9-22  |
| 深川第二中学校 | 区立     | 〒135-0041 | 冬木22-10   |
| 深川第三中学校 | 区立     | 〒135-0044 | 越中島3-7-1 |
| 深川第四中学校 | 区立     | 〒135-0015 | 千石1-12-12 |
| 深川第五中学校 | 区立     | 〒135-0061 | 豊洲4-11-18 |
| 深川第六中学校 | 区立     | 〒135-0023 | 平野3-6-13  |
| 深川第七中学校 | 区立     | 〒135-0001 | 毛利1-14-1  |
| 深川第八中学校 | 区立     | 〒135-0043 | 塩浜2-21-14 |
| 有明中学校     | 区立     | 〒135-0063 | 有明2-10-1  |
| 有明西学園     | 区立     | 〒135-0063 | 有明1-7-13  |
| 辰巳中学校     | 区立     | 〒135-0053 | 辰巳1-10-57 |
| 東陽中学校     | 区立     | 〒135-0016 | 東陽2-1-8   |
| 亀戸中学校     | 区立     | 〒136-0071 | 亀戸9-2-2   |
| 第二亀戸中学校 | 区立     | 〒136-0071 | 亀戸4-51-1  |
| 第三亀戸中学校 | 区立     | 〒136-0071 | 亀戸1-12-10 |
| 大島中学校     | 区立     | 〒136-0072 | 大島8-12-22 |
| 第二大島中学校 | 区立     | 〒136-0072 | 大島3-27-18 |
| 大島西中学校   | 区立     | 〒136-0072 | 大島4-1-23  |
| 砂町中学校     | 区立     | 〒136-0073 | 北砂6-16-28 |
| 第二砂町中学校 | 区立     | 〒136-0074 | 東砂8-10-9  |
| 第三砂町中学校 | 区立     | 〒136-0076 | 南砂3-10-3  |
| 第四砂町中学校 | 区立     | 〒136-0073 | 北砂5-20-17 |
| 南砂中学校     | 区立     | 〒136-0076 | 南砂2-3-20  |
| 第二南砂中学校 | 区立     | 〒136-0076 | 南砂1-2-18  |

※中高一貫校は#高等学校を参照

### 小学校
| 小学校名       | 設立区分 | 郵便番号 | 住所          |
| -------------- | -------- | -------- | ------------- |
| 明治小学校     | 区立     | 135-0033 | 深川2-17-26   |
| 深川小学校     | 区立     | 135-0005 | 高橋14-10     |
| 八名川小学校   | 区立     | 135-0007 | 新大橋3-1-15  |
| 臨海小学校     | 区立     | 135-0048 | 門前仲町1-1-6 |
| 越中島小学校   | 区立     | 135-0044 | 越中島3-6-38  |
| 数矢小学校     | 区立     | 135-0047 | 富岡1-18-7    |
| 平久小学校     | 区立     | 135-0042 | 木場1-2-2     |
| 東陽小学校     | 区立     | 135-0016 | 東陽3-27-12   |
| 南陽小学校     | 区立     | 135-0016 | 東陽2-1-20    |
| 川南小学校     | 区立     | 135-0015 | 千石2-9-12    |
| 扇橋小学校     | 区立     | 135-0014 | 石島18-5      |
| 元加賀小学校   | 区立     | 135-0021 | 白河4-3-19    |
| 毛利小学校     | 区立     | 135-0001 | 毛利2-2-2     |
| 東川小学校     | 区立     | 135-0002 | 住吉1-12-2    |
| 豊洲小学校     | 区立     | 135-0061 | 豊洲4-4-4     |
| 豊洲北小学校   | 区立     | 135-0061 | 豊洲3-6-1     |
| 豊洲西小学校   | 区立     | 135-0061 | 豊洲5-1-35    |
| 東雲小学校     | 区立     | 135-0062 | 東雲2-4-11    |
| 有明小学校     | 区立     | 135-0063 | 有明2-10-1    |
| 有明西学園     | 区立     | 135-0063 | 有明1-7-13    |
| 枝川小学校     | 区立     | 135-0051 | 枝川3-5-3     |
| 辰巳小学校     | 区立     | 135-0053 | 辰巳1-11-1    |
| 第二辰巳小学校 | 区立     | 135-0053 | 辰巳1-1-22    |
| 第一亀戸小学校 | 区立     | 136-0071 | 亀戸2-5-7     |
| 第二亀戸小学校 | 区立     | 136-0071 | 亀戸6-36-1    |
| 香取小学校     | 区立     | 136-0071 | 亀戸4-26-22   |
| 浅間竪川小学校 | 区立     | 136-0071 | 亀戸9-22-4    |
| 水神小学校     | 区立     | 136-0071 | 亀戸5-22-22   |
| 第一大島小学校 | 区立     | 136-0072 | 大島2-41-4    |
| 第二大島小学校 | 区立     | 136-0072 | 大島3-16-2    |
| 第三大島小学校 | 区立     | 136-0072 | 大島9-5-3     |
| 第四大島小学校 | 区立     | 136-0072 | 大島6-7-8     |
| 第五大島小学校 | 区立     | 136-0072 | 大島8-40-13   |
| 大島南央小学校 | 区立     | 136-0072 | 大島1-20-20   |
| 砂町小学校     | 区立     | 136-0073 | 北砂4-13-23   |
| 第二砂町小学校 | 区立     | 136-0074 | 東砂7-17-30   |
| 第三砂町小学校 | 区立     | 136-0076 | 南砂6-3-13    |
| 第四砂町小学校 | 区立     | 136-0076 | 南砂2-13-18   |
| 第五砂町小学校 | 区立     | 136-0074 | 東砂8-11-5    |
| 第六砂町小学校 | 区立     | 136-0073 | 北砂6-26-6    |
| 第七砂町小学校 | 区立     | 136-0074 | 東砂3-21-5    |
| 小名木川小学校 | 区立     | 136-0073 | 北砂5-22-10   |
| 東砂小学校     | 区立     | 136-0074 | 東砂2-12-14   |
| 北砂小学校     | 区立     | 136-0073 | 北砂1-3-36    |
| 南砂小学校     | 区立     | 136-0076 | 南砂2-3-21    |
| 亀高小学校     | 区立     | 136-0073 | 北砂5-20-16   |

軽度の知的発達の遅れを対象とした特別支援学級（仲よし学級）はすべての小学校にあり、特別支援教室（ひまわり教室）は10校（平成32年度入学者対象）に設置し巡回指導している。言語障害（ことばの教室）、聴覚障害（きこえの教室）は南陽小学校にあり、通級指導を受ける。
特別支援学校は下記参照。

### 幼稚園

#### 区立幼稚園
- 平久幼稚園
- 南陽幼稚園
- つばめ幼稚園
- 元加賀幼稚園
- 豊洲幼稚園
- 枝川幼稚園
- 辰巳幼稚園
- ちどり幼稚園
- ひばり幼稚園
- 第一亀戸幼稚園
- 第二亀戸幼稚園
- 大島幼稚園
- 第三大島幼稚園
- もみじ幼稚園
- 第五砂町幼稚園
- 東砂幼稚園
- なでしこ幼稚園
- 小名木川幼稚園
- みどり幼稚園

### 特別支援学校
東京都立の特別支援学校では、障害に応じてより専門性の高い教育を行う。
- 城東特別支援学校（小・中/知的）
- 臨海青海特別支援学校（小・中/知的）
- 江東特別支援学校（高/知的）
- 墨東特別支援学校（小・中・高/肢体不自由）
- 大塚ろう学校江東分教室（幼・小/聴覚）
- 葛飾盲学校（幼・小・中/視力） - 葛飾区

### インターナショナル・スクール
- K.インターナショナルスクール東京
- インディア・インターナショナル・スクール

### 教育関連施設
- 東京国際交流館
- 教育センター
  - 東陽2-3-6
- 青少年センター
  - 亀戸7-41-16
- 日光高原学園
  - 栃木県日光市所野1542-6

### 職業訓練
- 東京都立城東職業能力開発センター（旧：亀戸技術専門校）（職業能力開発促進法に基づく職業能力開発校）

## 主な企業・団体

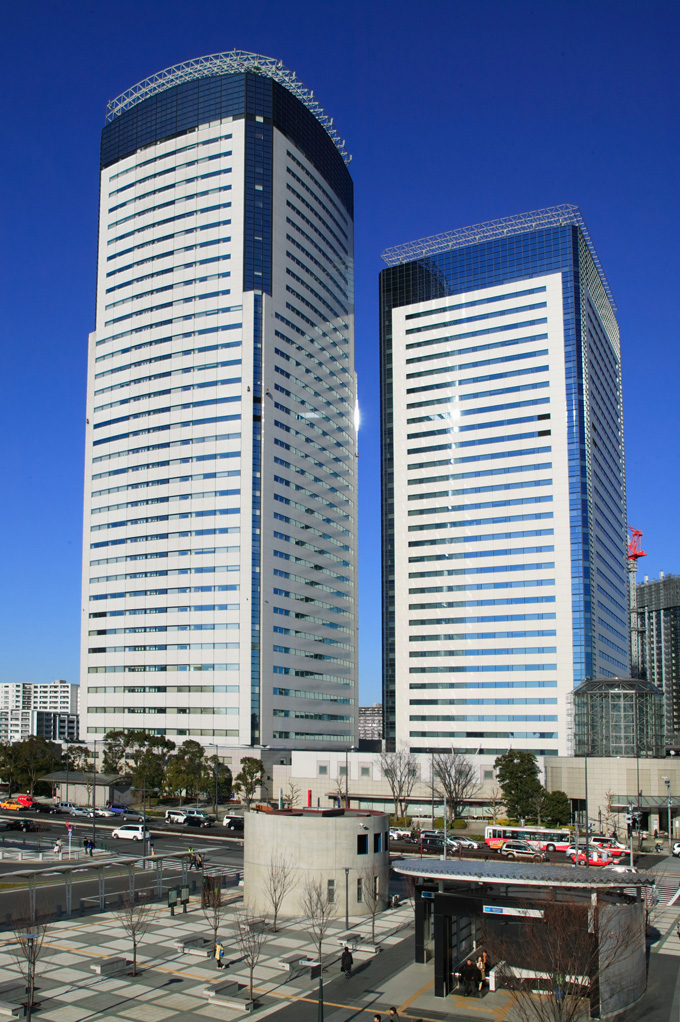
NTTデータの本社である豊洲センタービル（左側）と豊洲センタービルアネックス（右側）

- IHI - 旧・石川島播磨重工業。重工業を主体とする製造会社。豊洲に本社がある。
- アイベックスエアラインズ - 航空運送事業。事業所は仙台空港及び大阪国際空港。
- アサヒペン - 塗料や各種製品の輸入・製造ならびに販売を行う企業。本社は大阪市（登記上の本店）に置くが、猿江に東京本社がある。
- アシックス - スポーツ用品や各種製品の輸入・製造ならびに販売を行う企業。本社は神戸市（登記上の本店）に置くが、新砂に東京本社がある。
- アスクル - 事務用品を中心とする通信販売会社。豊洲に本社がある。
- アリックス - 大豆を加工した健康食品の製造・販売を行う企業。佐賀に本社がある。
- 伊藤園 - 茶製品および清涼飲料水メーカー。大島に東京東部支店がある。
- WILLER EXPRESS - 高速バス・貸切バスを運行するバス会社。新木場に本社および東京BASEを置く。
- SCSK - 住友商事グループのシステムインテグレーター。豊洲に本社がある。
- NTTデータ - NTTグループの中核企業であり、情報サービス事業では業界最大手である。豊洲に本社がある。
- NECソリューションイノベータ - NECグループの主要企業である。新木場に本社がある。
- オタフクソース - お好み焼きなどに使うソースなどの調味料を製造・販売する企業。本社は広島市にあるが、木場に東京本部がある。
- オートバックスセブン - カー用品店最大手のチェーンであるオートバックスなどを運営している企業。豊洲に本社がある。
- 大塚家具 - 有明に本社を置く家具販売会社。
- 大林組 - 総合建設会社。スーパーゼネコン。南砂に「清砂寮」を置く。
- 奥本製粉 - 小麦粉を中心とした製粉会社。富岡に本社がある。
- オルガノ - 水処理装置、薬品などの製造販売を行う会社。新砂に本社がある。
- オリヂナル - ハンドクリーム「ももの花」で知られる。毛利に本社がある。
- カルチャーブレーン - 主にコンピュータゲームを製造・販売している会社。亀戸に東京事業部がある。
- 喜代村本店 - 「すしざんまい」を展開する寿司チェーン店。創業時は富岡で弁当店を経営していた。
- 崎陽軒 - シュウマイで有名な食品加工会社。大島に東京工場があり、都内で販売されている同社製品の大半を製造している。
- ぎょうせい - 加除式法規書を中心とする出版社。新木場に本社がある。
- キリンビバレッジ - 清涼飲料水メーカー。千石に中央支店がある。
- コジマ - 「ペットの専門店 コジマ」の屋号で運営しているペットショップ。犬や猫などのペットやペット用品の販売の他に、動物病院も経営している。亀戸に本社がある。
- 佐川急便 - 本社は京都市南区だが、新砂に大規模な東京本部ビルがあり、新砂・新木場界隈には都心部を担当する営業店が多数存在する。
- サンコーコンサルタント - 総合建設コンサルタント会社。亀戸に本社がある。
- サンライズフーズ - 外食産業を展開する企業。「もつ焼 角吉」「日本橋 角吉」「一番どり」「Hawaiian Cafe OluOlu」を運営する。南砂に本社がある。
- ジェイアールバス関東東京支店 - 塩浜に車庫を持ち、東京地区発着のJRバスと共同運行の高速バスのほとんどが入出庫する。
- 澁澤倉庫 - 渋沢財閥の流れをくむ老舗の物流企業。永代に本社がある。
- 昭文社 - 道路地図や旅行ガイドブック（まっぷる・ことりっぷ）などで知られる、地図専門の出版社。常磐に制作本部がある。
- ショップチャンネル - 国内業界最大手のテレショップ（通販）専門チャンネル企業。東陽に本社がある。
- シンドラーエレベータ - エレベーター・エスカレーターの製造・販売、保守・管理を行う日本の会社。越中島に本社がある。
- スポーツニッポン新聞社 - スポーツニッポンを発行する会社。越中島に本社がある。
- 住友ゴム工業 - タイヤ、スポーツ用品などを製造する住友グループの企業。本社は神戸市（登記上の本店）に置くが、豊洲に東京本社を置く。
- セイコーインスツル - 1993年（平成5年）までは亀戸に本社・工場があった。跡地はサンストリート亀戸となった。
- セイノーホールディングス - 陸運業。本社は岐阜県大垣市だが、西濃運輸が新木場に東京支店、新砂に深川支店、毛利に錦糸町支店、セイノースーパーエクスプレスが辰巳に本社と物流拠点を置く。
- セーラー万年筆 - 万年筆をはじめとする文房具メーカー。広島県呉市より毛利に本社を移転した。
- センコーグループホールディングス - 陸運業のセンコーやランテック、東京納品代行、卸売業のアストなどを傘下に持ち、潮見に本社を構える。
- ソントン食品 - ピーナッツバターやジャムなどの食品メーカー。本社が2014年に文京区千石から東陽イースト21タワーに移転した。
- 第一生命保険 - 日本最大手生命保険会社の一つ。豊洲にシステム部門などを集約した豊洲本社がある（登記上の本店は千代田区有楽町）。
- ダイエー - 大手GMSおよびスーパーマーケットの運営会社で、イオンの完全子会社。登記上の本店所在地は神戸市だが、東陽に東京本社がある。
- 大樹生命保険 - 旧・三井生命保険。日本生命グループの生命保険会社。2013年（平成25年）に本社機能を青海に集約。
- 大丸松坂屋百貨店 - 大手百貨店。2010年（平成22年）3月に経営統合し、本社を大丸の自社ビルがある木場に移転。
- 大和総研 - 大和証券グループ本社の主要子会社。冬木に本社がある。
- 大和リビング - 大手不動産会社で大和ハウスのグループ会社。2012年に有明に本社を移転。
- タカナシ乳業 - 乳製品全般の製造・販売を営む企業。新砂に東京中央営業所がある。
- DHL - ドイツの国際輸送物流会社。日本法人の本社は東品川だが、新木場に東京ゲートウェイおよび東京セントラルサービスセンターがある。
- デイリースポーツプレスセンター - 神戸新聞社が発行するスポーツ新聞「デイリースポーツ」の東京版を編集・印刷する企業。木場に本社がある。
- テラケン - 関東地区を中心に居酒屋チェーン「さくら水産」を展開する企業。亀戸に本社がある。
- テンヨー - マジック用品・ジグソーパズルなどを扱う玩具メーカー。千石に本社がある。
- 東京カットグラス工業協同組合 - 伝統工芸である江戸切子の組合。地場産業。亀戸に本部がある。
- 東京スポーツ新聞社 - 東京スポーツを発行する会社。本社はスポーツニッポンの本社と同居し越中島にある。
- 東京臨海高速鉄道 - りんかい線を運営している鉄道会社。青海に本社がある。
- 東光高岳 - 電力会社向けの電気機器メーカー。重電9社の一角。豊洲に本社がある。
- 東日印刷 - 毎日新聞グループの印刷会社。本社はスポーツニッポン・東京スポーツの本社と同居し越中島にある。
- トステム住宅研究所 - 日本の建設会社。亀戸に本社がある。
- トーヨーカネツ - ガスタンクなどを製造する会社。南砂に本社がある。
- トーヨーコーケン - ウインチ・ホイストなどを製造する会社。東砂に本社がある。
- ナカジマコーポレーション - 老舗玩具メーカー。ぬいぐるみ等のキャラクターグッズの企画・製造・販売を展開する。「ピクルス ザ フロッグ」等で知られる。亀戸に本社がある。
- 日鉄ドラム - 日本製鉄グループのドラム缶メーカー。亀戸に本社がある。
- 日鉄建材 - 建築や土木分野に使用される形鋼や表面処理鋼板などの鉄鋼製品を製造する企業。木場に本社がある。
- 日本エア・リキード - 産業ガスの製造販売メーカー。東雲に事業所を持つ。
- 日本コークス工業 - 旧・三井鉱山。海外炭輸入事業を中心としたエネルギー事業、粉粒体機器をメインとする化工機事業を主力とする企業。豊洲に本社がある。
- 日本デジタル研究所 (JDL) - 財務会計ソフトウェアや専用コンピュータシステムの開発・販売を行っている会社。新砂に本社がある。
- 日本電子計算 - 福住に本社がある。情報処理サービス、ソフトウェアの開発・販売会社。NTTデータグループ傘下。
- 日本ヒューレット・パッカード - 大手IT企業。2011年に東京都内に分散している事業所を大島の新自社ビルに集約し、本社とした。
- 日本郵便（新東京郵便局・東京国際郵便局・深川郵便局・城東郵便局）
- 花岡車輌 - 産業用物流機器、空港用物流機器、福祉介護用機器を製造するメーカー。白河に本社がある。
- パラマウントベッド - 家庭用ベッド、医療用ベッドを取り扱う日本のベッドメーカー。東砂に本社がある。
- BIPROGY - 旧・日本ユニシス。大日本印刷の関連会社であるが、かつての親会社・三井物産とも資本関係があり今も三井グループに属する。豊洲に本社がある。
- ファミリア - 人気キャラクター製品を取り扱う子供服を中心とするアパレルメーカー。大島に東京支社がある。
- フジアール - テレビ番組の美術を中心に製作する会社。2012年に品川区東品川から青海に本社を移転。
- フジクラ - 通信ケーブルや電線を製造する非鉄金属メーカー。電線御三家の一角。木場に本社を置き、以前は同社の深川工場があった場所は、深川ギャザリアとして再開発されている。
- 富士興産 - 石油会社。亀戸に東京支店を置く。
- 船橋屋 - くず餅・あんみつなどの製造販売を行っている、文化2年（1805年）から続く老舗メーカー。亀戸に本社がある。
- プロテリアル - 旧・日立金属、鉄鋼メーカー（電気炉メーカー）。2022年7月に港区港南の品川シーズンテラスから豊洲の豊洲プライムスクエアに本社を移転。
- 文明堂 - カステラ、和菓子を製造・販売する老舗。かつて、北砂に工場があり、現在も壹番舘砂町直売店が営まれている。
- ポリフォニー・デジタル - ソニー・コンピュータエンタテインメントの子会社で、コンピューターゲームの企画・開発を主に事業を行っている会社。以前は枝川に本社があったが、越中島に本社を移転した。
- マルハニチロ - 水産・食品・倉庫関連事業。豊洲に本社がある。
- 明治屋商事 - 三菱商事と明治屋の合弁会社である食品卸商社。豊洲に本社がある。
- りそなホールディングス - りそな銀行などを傘下にもつ銀行持株会社。東京本部を大手町から木場に移転し、登記上の本店も大阪市中央区から変更。
- レインボータウンエフエム放送 - 江東区およびその周辺地域を可聴エリアとしているコミュニティ放送局。東陽に本社があり、木場の深川ギャザリアと亀戸のアンフェリシオンにスタジオがある。
- ロレックス - スイスの高級腕時計メーカー。東陽にサービスセンターがある。
- ヤマタネ - 倉庫業準大手、米（コメ）の卸売業大手のメーカー。越中島に本社がある。
- ゆりかもめ - 鉄道事業および軌道事業（新交通システム）を営む、東京都などが出資する第三セクター方式の株式会社。有明に本社と車両基地がある。
- WOWOW - 日本を放送対象地域とする衛星基幹放送事業者。辰巳に放送センターがある。

## 高層施設

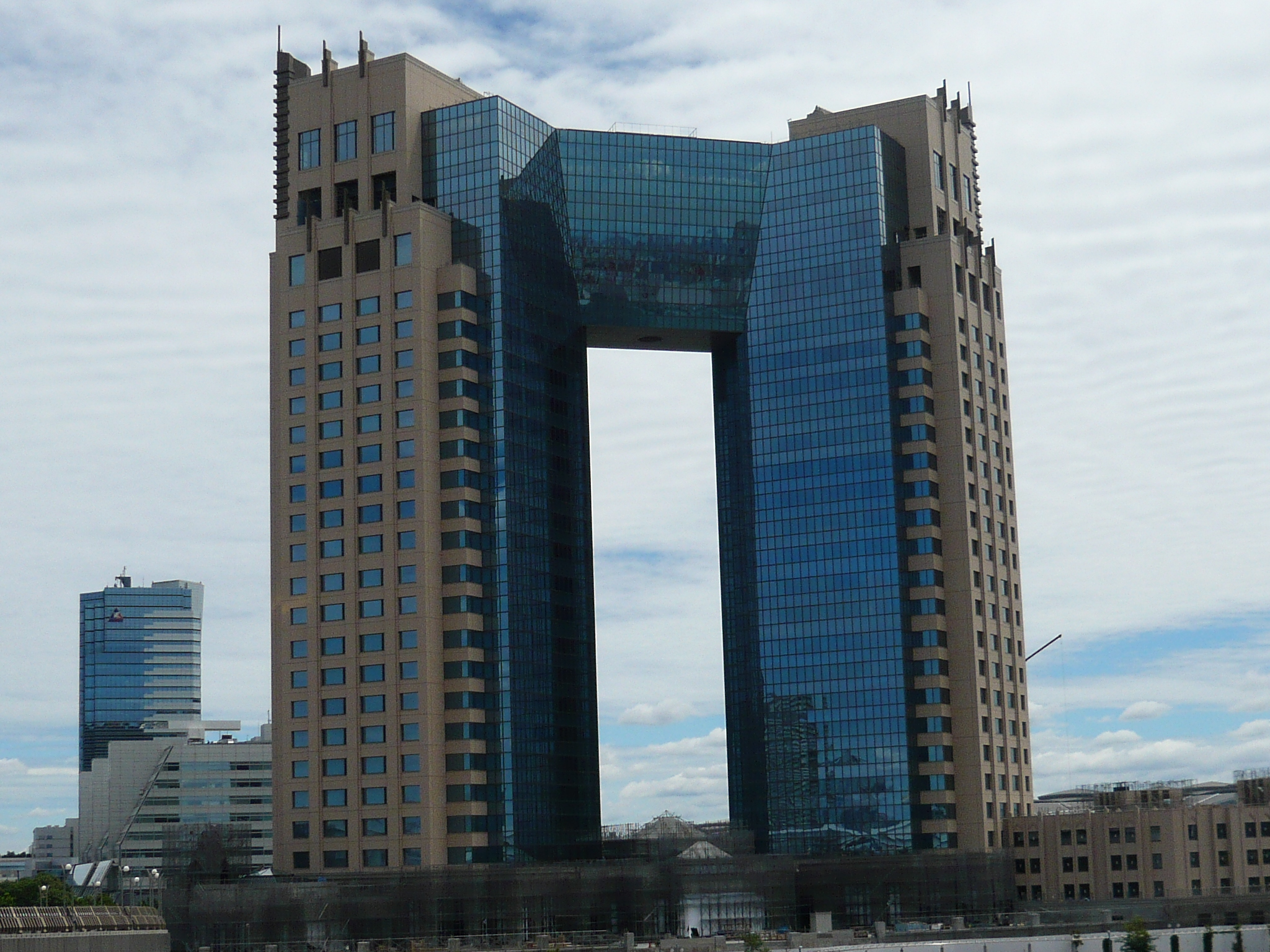
東京ベイコート倶楽部ホテル＆スパリゾート

- 江東区の超高層建築物・構築物の一覧を参照。

## 区のシンボル

### 区の木・区の花
1977年（昭和52年）10月の一般公募で、同年12月6日に区の木を「クロマツ」、区の花を「サザンカ」に制定した。

### 区歌制定問題
江東区は23特別区の中で唯一、区歌を制定していない。対外的には「東京大空襲の被害が甚大で復興が優先され、高度成長期には他区とのゴミ戦争に忙殺された」ことが理由と説明されているが、歴代の区長は制定時の普及に懐疑的な姿勢を示し、区議会で区歌制定が提案された際も拒否し続けて来た。
2015年（平成27年）11月14日（13日深夜）放送のテレビ朝日『タモリ倶楽部』でこの問題が取り上げられ、番組内でタモリ、レキシ、マキタスポーツの合作による「江東区歌」が作成されたが、区はこの楽曲について正式な区歌としての採用提案を拒否している。
なお番組の放送前年には「江東水彩音頭」（作詞：寺崎敏夫、作曲：山田現）が民間で作成されており、区制70周年に当たる2017年（平成29年）に「KOTO活き粋体操」の一部に採り入れられて事実上「区の推奨歌」のような扱いとなっている。

## 姉妹都市・友好都市

### 姉妹都市・友好都市
- 岩手県平泉町
- カナダブリティッシュコロンビア州サレー市

## 住宅

### 大規模マンション
- 亀戸レジデンス
- イーストパークス大島
- コスモ21ザ・ガーデンズフォート
- 東大島ファミールハイツ
- 東京スイートレジデンス
- シティテラス東陽町
- イトーピア東陽町マンション
- 南砂町グリーンハイツ
- クリオレジダンス東京
- プラウドシティ東雲キャナルマークス
- ファミール浜園
- ルネ門前仲町パークステイツ
- 木場サニータウン
- ザ・ミッドランドアベニュー
- アルファスシティ大島
- イトーピア東大島マンション
- ソラネットシティ
- メイツ深川住吉
- プラウドシティ越中島

### 住宅団地
- UR東雲キャナルコート 東雲キャナルコートCODAN
- 豊洲四丁目団地
- みどり団地
- 都営白髭団地（東京都建築局、東京都）、防災拠点、1983年
- 都営東砂二丁目団地
- 南砂町グリーンハイツ
- 都営住宅南砂
- JKK南砂団地（東京都住宅供給公社、東京都、1972年）
- 都営深川千石町アパート（千石 2-11、1966 - 1967年）
- UR深川佐賀町団地（佐賀 市街地住宅 賃貸134 1963年 現存 譲渡返還）
- UR北砂五丁目団地（旧日本住宅公団、野生司建築設計事務所、面開発、1976年）
- 北砂七丁目団地
- UR木場公園三好住宅（旧日本住宅公団、坂倉建築研究所、1982年）
- 都営越中島三丁目アパート（越中島 3-2、1968年）
- 都営塩浜一丁目第2アパート（塩浜 1-3、1978 - 1981年）
- 都営塩浜一丁目アパート（塩浜 1-5、1969 - 1970年）
- 都営塩浜二丁目アパート（塩浜 2-10、1967年）
- 都営塩浜二丁目第4アパート（塩浜 2-26、1994年）
- 都営塩浜二丁目第2アパート（塩浜 2-5、1971年）
- 都営牡丹町アパート（牡丹 2-2、1964 - 1969年）
- 都営亀戸第2アパート（亀戸 2-11、1961年）
- 都営亀戸六丁目アパート（亀戸 6-54、1966年）
- 都営亀戸七丁目第2アパート（亀戸 7-40、1975年）
- 都営亀戸七丁目第3アパート（亀戸 7-42、1988年）
- 都営亀戸七丁目アパート（亀戸 7-56、1967 - 1972年）
- 都営亀戸八丁目アパート（亀戸 8-4、1972年）
- 都営亀戸九丁目アパート（亀戸 9-33、1978年）
- UR亀戸一丁目団地（亀戸 市街地住宅 賃貸32 1960年 現存 譲渡返還）
- 亀戸二丁目団地
- UR亀戸六丁目団地（亀戸 市街地住宅 賃貸9 1958年 現存譲渡）
- UR亀戸西団地
- 都営枝川一丁目第3アパート（枝川 1-10、1999年）
- 都営枝川一丁目アパート（枝川 1-5、1972年）
- 都営枝川一丁目第2アパート（枝川 1-9、1988 - 1993年）
- 都営枝川三丁目アパート（枝川 3-4、1974年）
- 都営新砂三丁目アパート（新砂 -3、1999年）
- 都営高橋アパート（森下 3-10、1957年）
- 都営森下三丁目アパート（森下 3-13、1978年）
- 都営千石一丁目第2アパート（千石 1-7、1996年）
- 都営千石一丁目アパート（千石 1-9、1968年）
- 都営千石二丁目アパート（千石 2-3、1994年）
- 都営千田第2アパート（千田 21-10、1995年）
- 都営千田アパート（千田 22-16、1995年）
- 都営扇橋三丁目アパート（扇橋 3-20、1977年）
- 新大橋団地（新大橋 市街地住宅 賃貸70 1963年 現存 譲渡返還）
- URシティコート大島 （大島6-14、1999年）
- UR大島団地（大島、賃貸360　分譲320 1957年）
- 大島四丁目団地（大島、旧日本住宅公団、市浦建築設計事務所、面開発、ツインコリダー、1969年）
- 大島六丁目団地
- 大島七丁目団地
- 都営大島四丁目アパート（大島 4-21、1975 - 1980年）
- 都営大島五丁目第2アパート（大島 5-17、1967 - 1981年）
- 都営大島五丁目第4アパート（大島 5-12、1987年）
- 都営大島五丁目アパート（大島 5-53、1966 - 1968年）
- 都営大島六丁目アパート（大島 6-3、1967 - 1969年）
- 都営大島八丁目第3アパート（大島 8-12、1971年）
- 都営大島八丁目第2アパート（大島 8-21、1970 - 1977年）
- 都営大島八丁目アパート（大島 8-42、1967年）
- 都営大島九丁目第2アパート（大島 9-6、2006年）
- 都営大島九丁目アパート（大島 9-7、1987 - 1998年）
- 都営辰巳団地
- 都営辰巳一丁目アパート（辰巳 1-2、1967 - 1969年）
- 潮見一丁目アパート（都営住宅・都民住宅の合築、潮見 1-29、1997年）
- UR潮見駅前プラザ一番街（潮見2-6-1、2002年）
- UR潮見駅前プラザ二番街（潮見2-7-1、2002年）

## 主な出来事
- 東京ゴミ戦争…清掃工場建設が進まなかった杉並区のゴミ搬入を、江東区長の小松崎軍次が実力行使で阻止する。
- 亀戸異臭事件…オウム真理教による炭疽菌散布騒動。死傷者はなし。
- JT女性社員逆恨み殺人事件…婦女暴行で服役していた犯人が、出所後通報者を殺害。
- 亀戸事件
- 千葉県北西部地震…この地震によって亀戸の立体駐車場から乗用車が転落した。
- 江東区小5女児誘拐殺人事件…1969年（昭和44年）に同区在住の当時小学5年生の女子児童が誘拐され、他殺体で発見された事件。犯人逮捕に至らず1984年（昭和59年）に公訴時効が成立。
- 東京・埼玉連続幼女誘拐殺人事件…1988年（昭和63年）から1989年（平成元年）にかけて東京都と埼玉県で起こった連続誘拐殺人事件。江東区でも1989年に東雲在住の女児（当時5歳）が誘拐され殺害された。
- 亀戸警察官電殺事件
- 深川通り魔殺人事件
- 枝川事件
- 江東マンション神隠し殺人事件
- 城東署覚醒剤所持捏造事件
- 富岡八幡宮殺人事件

## 出身有名人

### 芸能
- 青江三奈 - 歌手
- 赤西仁 - 歌手。KAT-TUNの元メンバー。
- 秋元順子 - 歌手
- ISSEI - 歌手、俳優。小学校から高校卒業までを豊洲で過ごした[33]。
- ILMARI - RIP SLYME
- 岩崎宏美 - 歌手
  - 岩崎良美 - 歌手。宏美の妹。
- 宇津井健 - 俳優
- 岡部洋一 - パーカッショニスト
- おりも政夫 - フォーリーブス
- 片瀬那奈 - 女優
- 勝新太郎 - 俳優、歌手
- 木場勝己 - 俳優
- 蔵忠芳 - 俳優
- 倉田てつを - 俳優
- 郷里大輔 - 声優
- 小松みどり - 女優
- 坂本昌行 - 俳優、歌手（20th Century）
- 砂川啓介 - 俳優、タレント、司会者
- 五月みどり - 女優
- 佐藤江梨子 - 女優
- 三遊亭多歌介 - 落語家
- 鈴木輝江 - 女優
- 昔昔亭桃之助 - 落語家
- 関智一 - 声優
- 関森ありさ - DJ、ラジオパーソナリティ
- 立川談笑 - 落語家
- 田中圭 - 俳優
- 谷充義 - 俳優
- 寺島進 - 俳優
- 中村アン - モデル・タレント
- 灘康次 - ボーイズグループ『灘康次とモダンカンカン』リーダー
- 飛龍つかさ - 女優、元宝塚歌劇団花組男役
- 松永天馬 - アーバンギャルド
- 水原弘 - 歌手
- 光永亮太 - 歌手
- 持田香織 - 歌手（Every Little Thing）
- 柳家東三楼 - 落語家
- 山田隆夫 - タレント
- RYO-Z - RIP SLYME

### スポーツ
- 伊藤雅雪 - 元プロボクサー
- 井納翔一 - 元プロ野球選手（横浜DeNAベイスターズ、読売ジャイアンツ）
- 井上亘 - 元プロレスラー
- 王鵬幸之介 - 力士
- 大江戸勇二 - 元力士
- 大久保択生 - サッカー選手（清水エスパルス）
- 魁将龍邦昭 - 元力士
- KAGETORA - プロレスラー（DRAGON GATE）
- 梶山陽平 - 元サッカー選手（FC東京）、北京オリンピックサッカー日本代表。
- 春日竜功隠 - 元力士
- 金鍾成 - 元サッカー選手（ガイナーレ鳥取監督）
- 越中詩郎 - プロレスラー
- 小島聡 - プロレスラー（新日本プロレス）
- 小嶌川庄吉 - 元力士
- 小杉陽太 - 元プロ野球選手（横浜DeNAベイスターズ）
- 小谷野栄一 - 元プロ野球選手（北海道日本ハムファイターズ、オリックス・バファローズ）
- 佐藤恵一 - プロレスラー
- 瀬立モニカ - パラカヌー選手
- 大翔湖友樹 - 元力士
- 高田誠 - 元プロ野球選手（読売ジャイアンツ、オリックス・ブルーウェーブ）
- 鶴渡清治郎 - 元力士
- 坪井智哉 - 元プロ野球選手（阪神タイガース、北海道日本ハムファイターズなど）
- ディビッドソン純マーカス - 元サッカー選手（バンクーバー・ホワイトキャップス
- 十嶋くにお - プロレスラー（2AW）
- 長谷川暁子 - ビーチバレーボール選手、元バレーボール選手（NECレッドロケッツ）
- 堀米雄斗 - プロスケートボード選手、2020年東京オリンピック金メダリスト
- 松坂大輔 - 元プロ野球選手（埼玉西武ライオンズ、ボストン・レッドソックスなど））
- 望月成晃 - プロレスラー（DRAGON GATE）
- 横山雅美 - 元バレーボール選手（デンソー・エアリービーズ）

### 諸分野
- 赤松則良 - 政治家、貴族院議員
- 飯島栄治 - 将棋棋士
- 内田祥三 - 建築家、東京帝国大学総長
- 大河内卓哉 - 実業家
- 大高忍 - 漫画家
- 大塚守康 - ランドスケープアーキテクト
- 小倉弘子 - TBSアナウンサー
- 加藤充志 - 囲碁棋士
- 木村勉 - 政治家、元衆議院議員、元内閣府副大臣、城東消防団消防団長
- 久夛良木健 - 実業家、経営者
- 向後つぐお - 漫画家
- 佐藤佑一 - 写真家
- 沢田良 - 政治家、衆議院議員
- 篠塚正典 - グラフィックデザイナー
- 所司和晴 - 将棋棋士、シャンチー選手
- 鈴木志郎康 - 詩人、映像作家
- ダイナマイト幸男 - AV男優
- 高橋弘樹 - 映像ディレクター・元テレビ東京プロデューサー
- 田辺貞之助 - フランス文学者
- 蜷川虎三 - 経済学者、統計学者、政治家、京都府知事
- 松田浩二 - ゲームデザイナー、イラストレーター、薬剤師
- 宮部みゆき - 作家
- 山根Yuriko茂樹 - イラストレーター、クリエイティブディレクター、アートディレクター。江東区観光キャラクターコンテスト審査委員長
- 山本鉱太郎 - 旅行作家、劇作家
- 山本博志 - 将棋棋士
- 渡辺大夢 - 将棋棋士
- 渡辺雅司 - 実業家
- 渡辺佳恵 - 編集者、ブランドプロデューサー

### ゆかりの人物
- 歌川広重 - 江戸時代後期の浮世絵師。「亀戸梅屋舗」などの作品がある。
- 大村正樹 - フリーアナウンサー。現在、江東区東雲に住んでいる。
- 三遊亭圓楽 (5代目) - 落語家。区内に寄席「若竹」を開くが、経営難から閉館。
- 篠原武司 - 日本の高速鉄道網を敷設した。
- 田河水泡 - 漫画家。幼年期から青年期までを江東区で過ごし、死後遺族から遺品が区に提供された。
- トカチョフ・サワ - ウクライナ人YouTuber。キーウ出身だが来日以降、区内在住であると公表している。
- 富野由悠季 - 『機動戦士ガンダム』で有名なアニメ監督。一時期、江東区大島に在住。両親の出身地で自著によれば、「大島で富野といえばお大尽で通っていた」という。
- 山本一力 - 作家。出身は高知県だが、現在江東区内に住み、お江戸・深川を舞台とした数々の作品を発表している。

## 江東区を舞台とする作品
小説
- 忍ぶ川 - 三浦哲郎 - 第44回芥川賞受賞作
- 洲崎パラダイス - 芝木好子
- 四つの終止符 - 西村京太郎の初長編で、江東区の亀戸・大島が舞台。
- ぼんくら - 宮部みゆき

映画
- 忍ぶ川 - 三浦哲郎の小説が原作。
- 洲崎パラダイス赤信号 - 日活系。江東区洲崎が舞台。
- 純愛物語 - 東映系。江東区高橋などを舞台にしている。
- スペーストラベラーズ - 東宝系。台場と同じく振興開発地域ながら、未だ陸の孤島の景観溢れる江東区臨海部が舞台。
- 学校III - 松竹系。江東区亀戸・大島が舞台。架空の江東区立職業学校も登場。まだ下町情緒を残す亀戸商店街が映った。

漫画ほか
- 四丁目の夕日 - 山野一の漫画作品。江東区の町工場を舞台としている。
- 深川三代目 - 秋本治の漫画作品。深川にある材木店の下町っ娘が主人公。
- 逮捕しちゃうぞ - 藤島康介の漫画作品。江東区の城東地区や墨田区の錦糸などを舞台としている。
- するめいか - ルーツの漫画・自主制作Webアニメ作品。亀戸が舞台で女子高生4人が主人公のシュールギャグ。
- 東のエデン - 主人公が買い取った東京での住居が、ららぽーと豊洲という設定。ユナイテッドシネマズのレストラン2階が居間となっている。そのほか、豊洲周辺が舞台として描かれている。

ゲーム
- アイドルマスター ミリオンライブ! シアターデイズ - バンダイナムコエンターテインメント制作。「765プロライブ劇場」が豊洲にある設定で登場し、コミュや漫画版でもその周辺が描写されている。
- 恋と選挙とチョコレート - spriteが制作したアダルトゲーム。メインヒロインの名前が江東区の地名からとっており、ゲーム内では錦糸町駅・大島駅・木場公園などが登場する。

テレビドラマ
- 前略おふくろ様（日本テレビ）
- いつかまた逢える（フジテレビ） - 1995年に放送の「月9」ドラマ。福山雅治演じる主人公の住むマンションとして、門前仲町駅近くの牡丹二丁目が撮影現場となったほか、ロケ地として永代橋やホテルイースト21東京が登場する。
- 踊る大捜査線（フジテレビ） - 1997年から放送された刑事ドラマシリーズ。潮見コヤマビル（後のDSBグループ潮見ビル）や the SOHOなどがロケ地となった。
- とと姉ちゃん（NHK連続テレビ小説） - 2016年上半期に放送されていたテレビドラマ。戦前〜戦中の深川・木場が舞台（戦時中に深川から離れて、目黒区へ転居する）。他、静岡県・浜松市も含まれる。